# Nazionale maschile di calcio della Germania
La nazionale maschile di calcio della Germania (in tedesco deutsche Fußballnationalmannschaft) è la rappresentativa calcistica della Germania ed è posta sotto l'egida della Deutscher Fussball-Bund.
È una delle nazionali di calcio più blasonate al mondo, nonché la più titolata d'Europa, essendosi aggiudicata per quattro volte il campionato mondiale, per tre volte il campionato europeo e per una volta la Confederations Cup. Nelle due principali competizioni cui partecipa (campionato mondiale e campionato europeo) è giunta a disputare la finale rispettivamente otto e sei volte: in entrambi i casi si tratta di un record. A livello europeo, condivide con l'Italia il primato di vittorie nel mondiale (4), una in meno del primato mondiale del Brasile.
La Germania fu inserita al primo posto al momento dell'istituzione della classifica mondiale della FIFA, stilata per la prima volta nell'agosto 1993, e ritrovò altre volte la vetta: nel 1993, nel 1994, dal luglio 2014 al giugno 2015, nel luglio 2017, dal settembre 2017 al luglio 2018. Il piazzamento più basso è stato il 22º posto, occupato nel marzo 2006. A luglio 2025 occupa la 9ª posizione.

## Storia

### Dagli esordi ai primi successi internazionali
La nazionale tedesca propriamente detta esordì nel 1908, otto anni dopo la fondazione della Federazione calcistica della Germania (DFB), perdendo per 5-3 contro la Svizzera a Basilea. Eliminata al turno preliminare del torneo olimpico di calcio 1912, la squadra ebbe il primo commissario tecnico qualche anno dopo: fu Otto Nerz, un insegnante scolastico di Mannheim, a guidare la Mannschaft dal 1926 al 1936. La Germania arrivò terza nel campionato mondiale del 1934, nella sua prima apparizione ad un torneo iridato. Due anni dopo l'incarico di commissario tecnico fu affidato a Sepp Herberger, con cui la squadra uscì al primo turno del campionato mondiale del 1938. Dopo che l'Austria (avente all'epoca una forte nazionale) fu annessa alla Germania nazista nel 1938, i giocatori austriaci del Rapid Vienna (che diverrà l'unico club austriaco a vincere la Gauliga) si erano aggiunti alla nazionale tedesca in breve tempo per motivi politici.

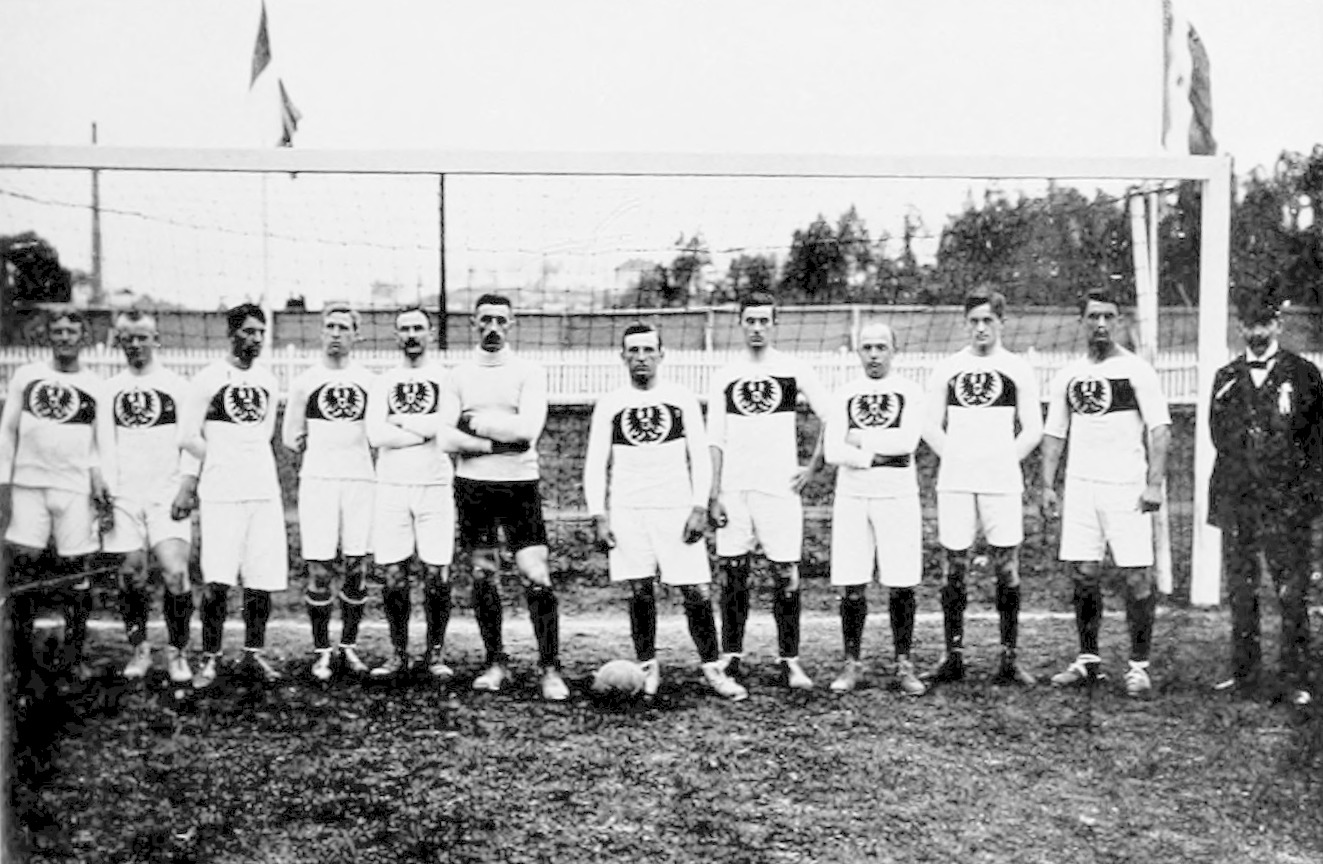
La nazionale teutonica al torneo olimpico di

Al termine della seconda guerra mondiale, con la Germania ormai divisa in due entità politiche differenti – la Repubblica Democratica e quella Federale – e devastata dalla guerra, la situazione calcistica era alquanto problematica. Si formò un'altra federazione che si staccò dalla DFB per amministrare indipendentemente il calcio nella Germania dell'Est, la DFV (Deutscher Fußballverein), formando una propria nazionale. Oltre a questo, la formazione tedesco-occidentale, ormai Germania Ovest, non era vista di buon occhio: per i primi anni solo le vicine Svizzera e Austria, oltre che la Turchia, giocarono sfide con l'Ovest. Fu la Repubblica d'Irlanda a rompere questo tabù ed accordarsi con la federcalcio occidentale per una partita.

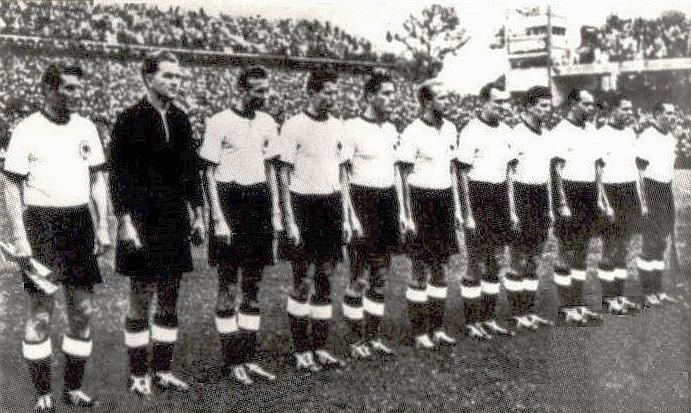
La Germania Ovest per la prima volta iridata al

Dopo essere stati esclusi dal campionato mondiale del 1950 in Brasile, i tedeschi occidentali sorprendentemente vinsero il successivo, nel 1954 in Svizzera, guidati da Fritz Walter e ancora allenati da Sepp Herberger, battendo in finale la favoritissima Ungheria. L'evento, passato alla storia come "miracolo di Berna", entusiasmò la Germania del dopoguerra ed è stato considerato un fattore importante della ripresa economico-morale del paese.

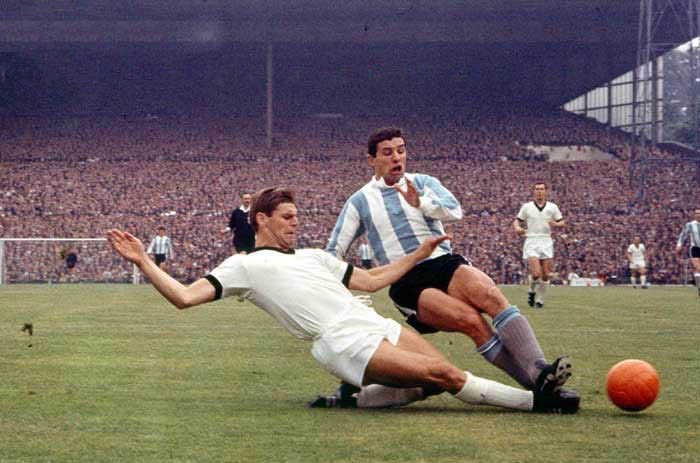
Un frangente della sfida tra Germania Ovest e Argentina al, edizione che vide i tedeschi finalisti.

Conclusasi con un quarto posto l'avventura al campionato mondiale del 1958 e raggiunti i quarti di finale in quello del 1962, la squadra, sotto la guida di Helmut Schön, raggiunse la finale del campionato mondiale del 1966, persa contro l'Inghilterra padrona di casa a Wembley. Mancata la qualificazione al campionato d'Europa 1968 a causa di un pareggio per 0-0 contro l'Albania a Tirana nell'ultima partita del girone di qualificazione, la Germania Ovest si piazzò terza al campionato mondiale del 1970 in Messico, dopo la celebre eliminazione patita contro l'Italia in semifinale, nella cosiddetta Partita del secolo (in tedesco Jahrhundertspiel); l'attaccante tedesco occidentale Gerd Müller si aggiudicò la classifica marcatori della competizione con 10 reti.

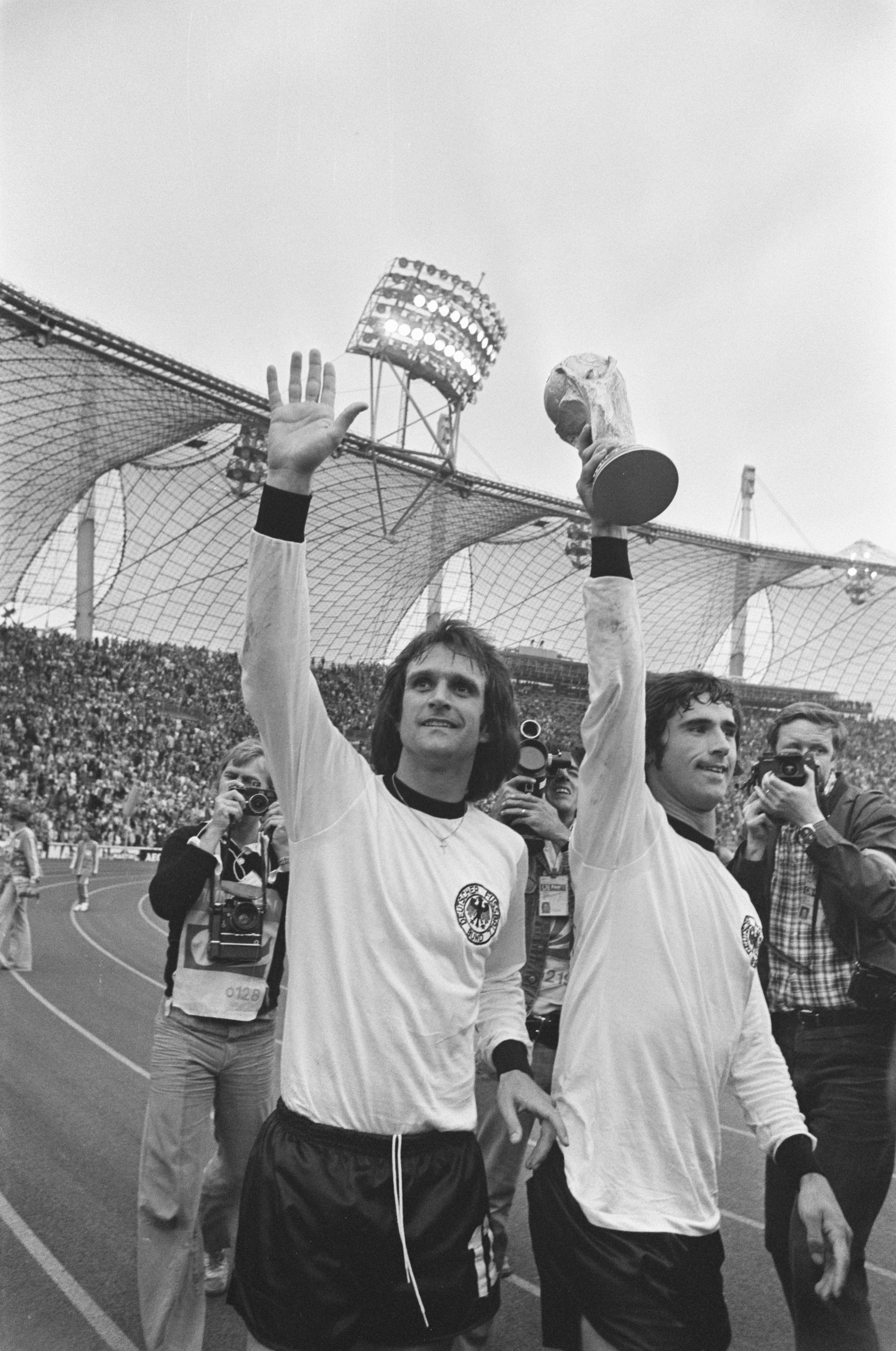
Overath e Müller sollevano la Coppa del mondo vinta dalla Germania Ovest nel 1974.

### Dai gloriosi anni '70 ai successi degli anni '90
Nel 1971 Franz Beckenbauer divenne capitano della Germania Ovest e la guidò alla conquista prima dell'europeo successivo e poi del mondiale disputato in casa. La prima vittoria del torneo continentale, nel 1972, si concretizzò con una netta affermazione per 3-0 sull'Unione Sovietica nella finale di Bruxelles, mentre due anni dopo, al campionato mondiale del 1974, fu il turno dei Paesi Bassi di Johan Cruyff, che persero per 1-2 la finale disputata allo stadio Olimpico di Monaco di Baviera. Una storica partita tra le due nazionali tedesche si giocò ad Amburgo il 22 giugno 1974 nella fase finale del mondiale di quell'anno: vinse la Germania Est per 1-0 grazie ad un gol di Jürgen Sparwasser, ma secondo molti la partita in oggetto fu combinata per consentire alle due nazionali il passaggio di turno, con reciproco vantaggio (la Ovest, perdendo, evitò il girone di ferro con Olanda, Brasile e Argentina).

La Germania Ovest vincitrice del

I tedeschi occidentali furono poi finalisti al campionato d'Europa 1976, che persero nell'atto conclusivo contro la Cecoslovacchia ai tiri di rigore (5-3 dopo che i supplementari si conclusero sul 2-2). Questa è, ad oggi, l'unica sconfitta subita ai tiri di rigore dalla nazionale tedesca in una partita ufficiale. Eliminata al secondo turno a gironi al campionato del mondo 1978, dopo una storica sconfitta con l'Austria, la Germania Ovest fu affidata al commissario tecnico Jupp Derwall, che guidò la Mannschaft alla vittoria del campionato d'Europa 1980, ottenuta battendo il Belgio nella finale dello stadio Olimpico di Roma grazie a una doppietta di Hrubesch (2-1). Due anni dopo, la squadra raggiunse anche la finale del campionato del mondo 1982, ma fu battuta per 3-1 dall'Italia.

L'undici della Germania Ovest sceso in campo nella vittoriosa finale del, che ha dato ai tedesco-occidentali il terzo titolo mondiale.

Dopo l'eliminazione al primo turno al campionato europeo del 1984, Franz Beckenbauer tornò in nazionale come allenatore. Egli condusse i suoi alla finale del campionato del mondo 1986, persa per 3-2 contro l'Argentina di Diego Armando Maradona. Semifinalista al campionato europeo del 1988 giocato in casa, la Germania Ovest, capitanata da Lothar Matthäus, vinse il proprio terzo titolo mondiale a Italia 1990 (1-0 in finale contro la stessa Argentina), cogliendo l'ultimo successo prima della riunificazione con la Germania Est, nella terza finale disputata consecutivamente al campionato del mondo (risultato conseguito solo dalla Germania Ovest e dal Brasile nelle tre edizioni successive a quella del 1990). Beckenbauer si ritrovò quindi ad aver vinto il mondiale da giocatore, capitano (nel 1974) ed allenatore; tale record era stato ottenuto, in precedenza, solo da Mário Zagallo, e verrà ottenuto anche, nel 2018, da Didier Deschamps.

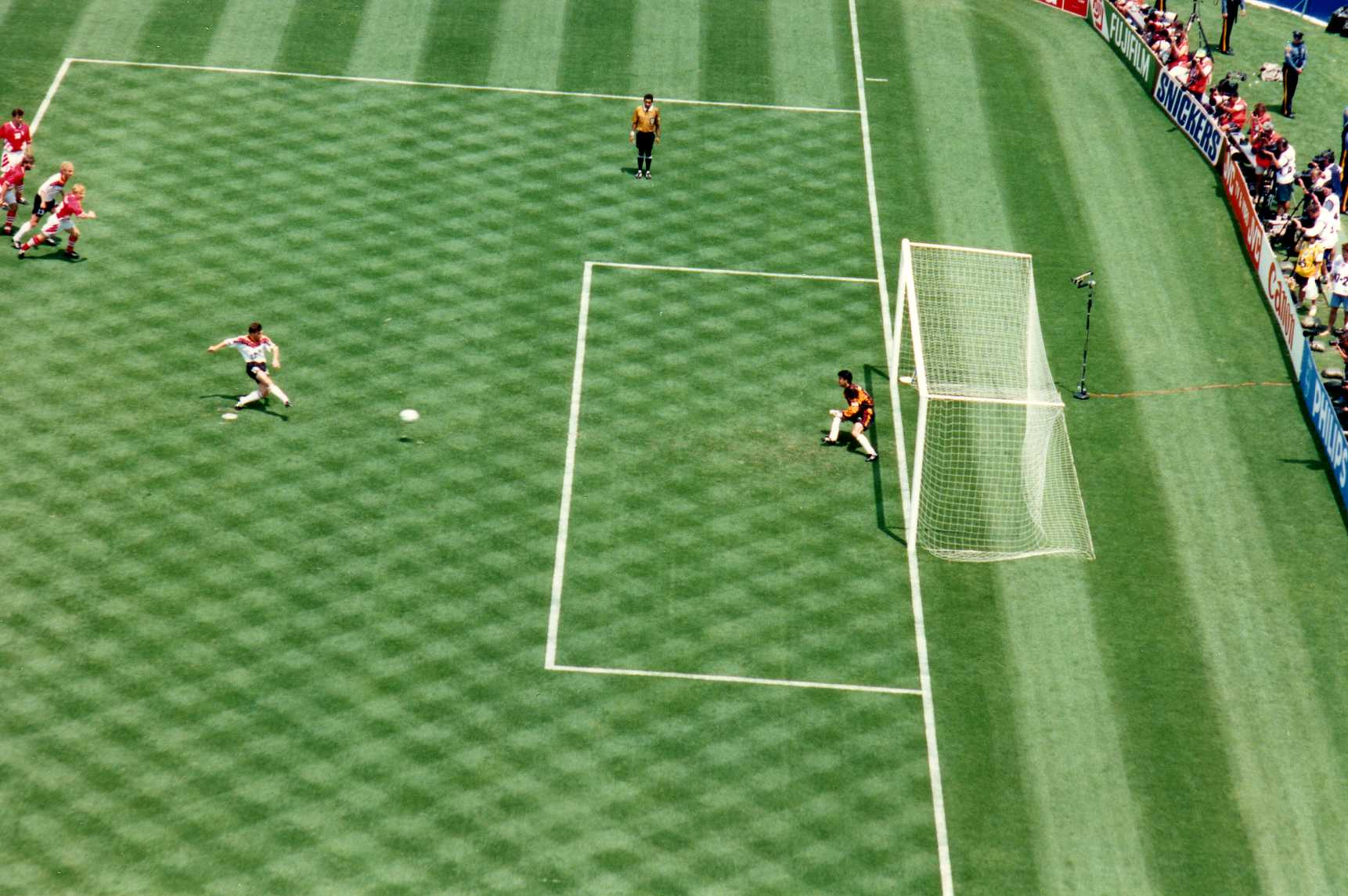
Lothar Matthäus a segno dal dischetto nel corso del

Dopo la vittoria del mondiale italiano, Beckenbauer lasciò la panchina all'assistente Berti Vogts, mentre la caduta del Muro di Berlino e la riunificazione tedesca del 3 ottobre 1990 portarono alla fusione delle due nazionali in una nuova definitiva nazionale tedesca, che esordì il 19 dicembre successivo, battendo per 4-0 in amichevole la Svizzera. Una nuova finale fu raggiunta dalla Germania al campionato d'Europa 1992, dove i tedeschi furono sconfitti per 2-0 nell'atto conclusivo dalla sorprendente Danimarca, al primo successo in una manifestazione internazionale di rilievo e chiamata all'ultimo momento a partecipare all'europeo in sostituzione della squalificata Jugoslavia.

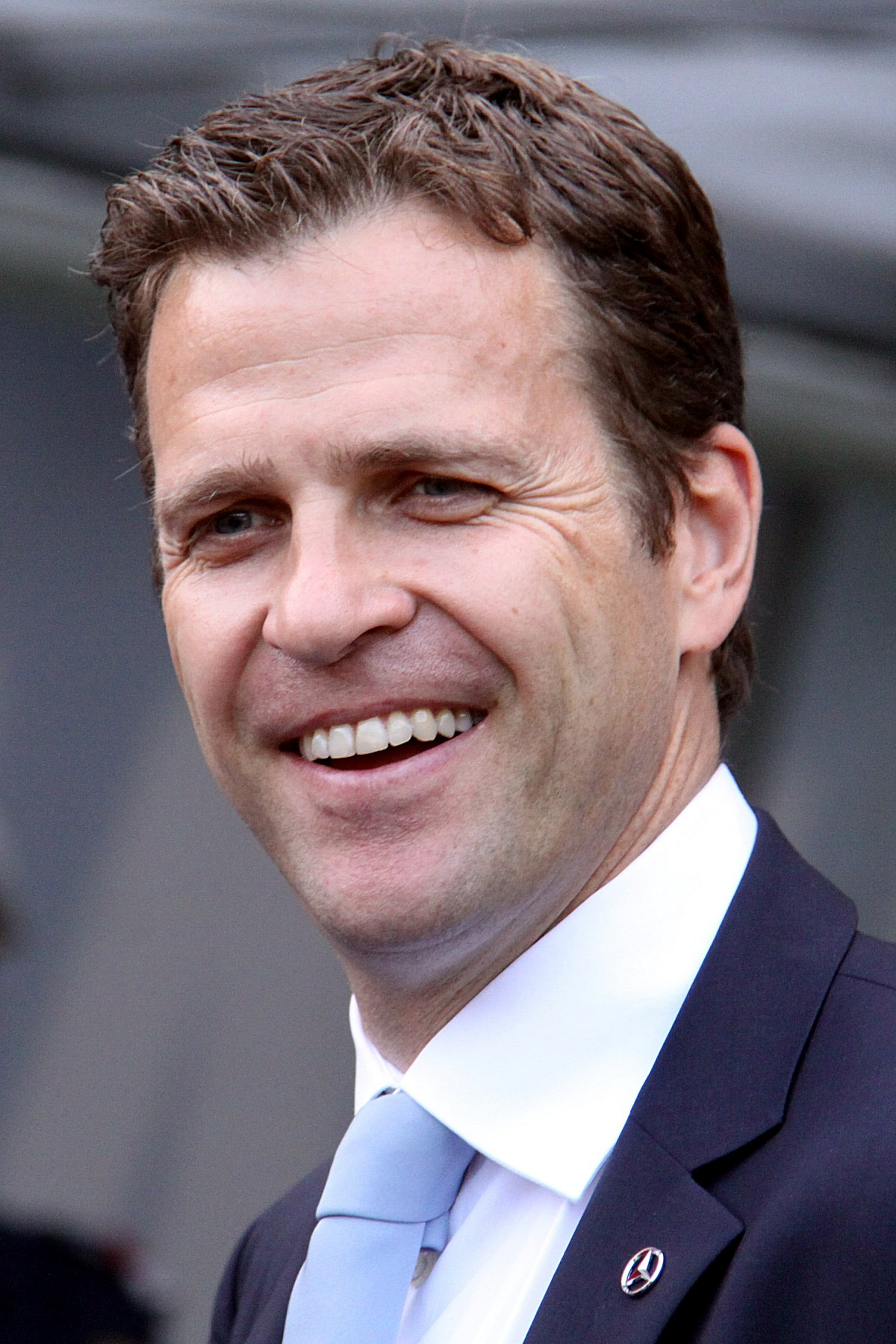
Oliver Bierhoff decise con due gol (tra cui il primo golden goal della storia dell'europeo) la finale del tra Germania e

Ammessa di diritto alla fase finale del campionato del mondo 1994 negli Stati Uniti in quanto campione del mondo in carica, la Germania deluse, uscendo ai quarti di finale contro la Bulgaria, ma al campionato d'Europa 1996, dopo aver superato un duro girone comprendente Italia, Rep. Ceca e Russia, la Mannschaft di Vogts, capitanata da Jürgen Klinsmann, trionfò nuovamente nella rassegna continentale, sconfiggendo in finale per 2-1 a Wembley proprio i cechi, grazie alla doppietta di Oliver Bierhoff; la sfida fu decisa dal primo golden goal nella storia dell'europeo, quello dello stesso Bierhoff, il quale, andando in gol nel primo tempo supplementare, mise fine all'incontro. La partita si chiuse dunque immediatamente dopo la rete del centravanti dell'Udinese: per i tedeschi fu il terzo titolo europeo; il difensore Matthias Sammer fu eletto miglior calciatore della competizione e avrebbe vinto qualche mese dopo l'ambito Pallone d'oro.

### La crisi d'inizio millennio, i nuovi successi e le delusioni mondiali

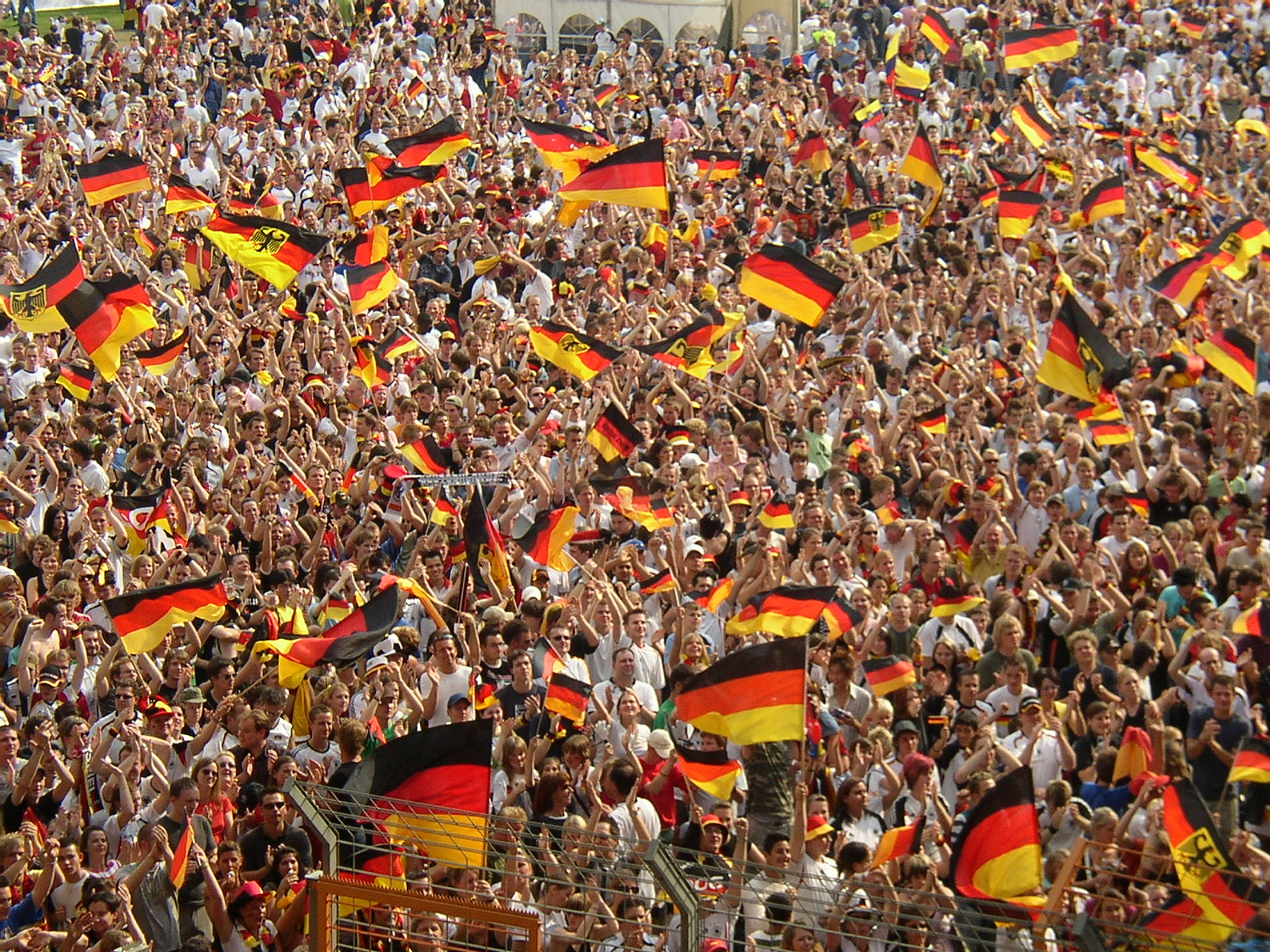
Bandiere tedesche a Bochum per assistere a Germania- (20 giugno 2006).

Dopo la vittoria al campionato europeo del 1996, per la Germania iniziò un periodo di declino. La qualificazione al campionato del mondo 1998 in Francia fu ottenuta con patemi e si risolse in una brutta eliminazione ai quarti di finale. La gestione di Vogts si chiuse di lì a poco, lasciando una difficile eredità e una squadra da rifondare perché giunta alla fine di un ciclo. La Germania disputò, in qualità di campione d'Europa in carica, la Confederations Cup del 1999, dove, con una rosa piena di seconde linee, fu eliminata già dopo la fase a gironi. Qualificatasi al campionato d'Europa 2000, fu anche qui eliminata nella fase a gironi, senza vincere alcuna partita; al termine di questa competizione si chiuse anche la carriera ultraventennale di Lothar Matthäus in nazionale.
Sotto la guida del commissario tecnico Rudi Völler, i tedeschi si risollevarono al campionato mondiale del 2002, a cui si qualificarono tramite i play-off per la prima volta nella storia della Mannschaft. Sovvertendo i pronostici della vigilia, raggiunsero poi la finale di Yokohama, persa per 2-0 contro il Brasile di Ronaldo; il portiere tedesco Oliver Kahn vinse il premio come miglior giocatore del torneo, prima volta per un estremo difensore. Völler si dimise due anni dopo, al termine della fallimentare campagna al campionato d'Europa 2004, chiusa con l'eliminazione nella fase a gironi. La federcalcio tedesca dovette cercare il terzo commissario tecnico in nemmeno sei anni, contro i sei avuti nei settantacinque anni precedenti.

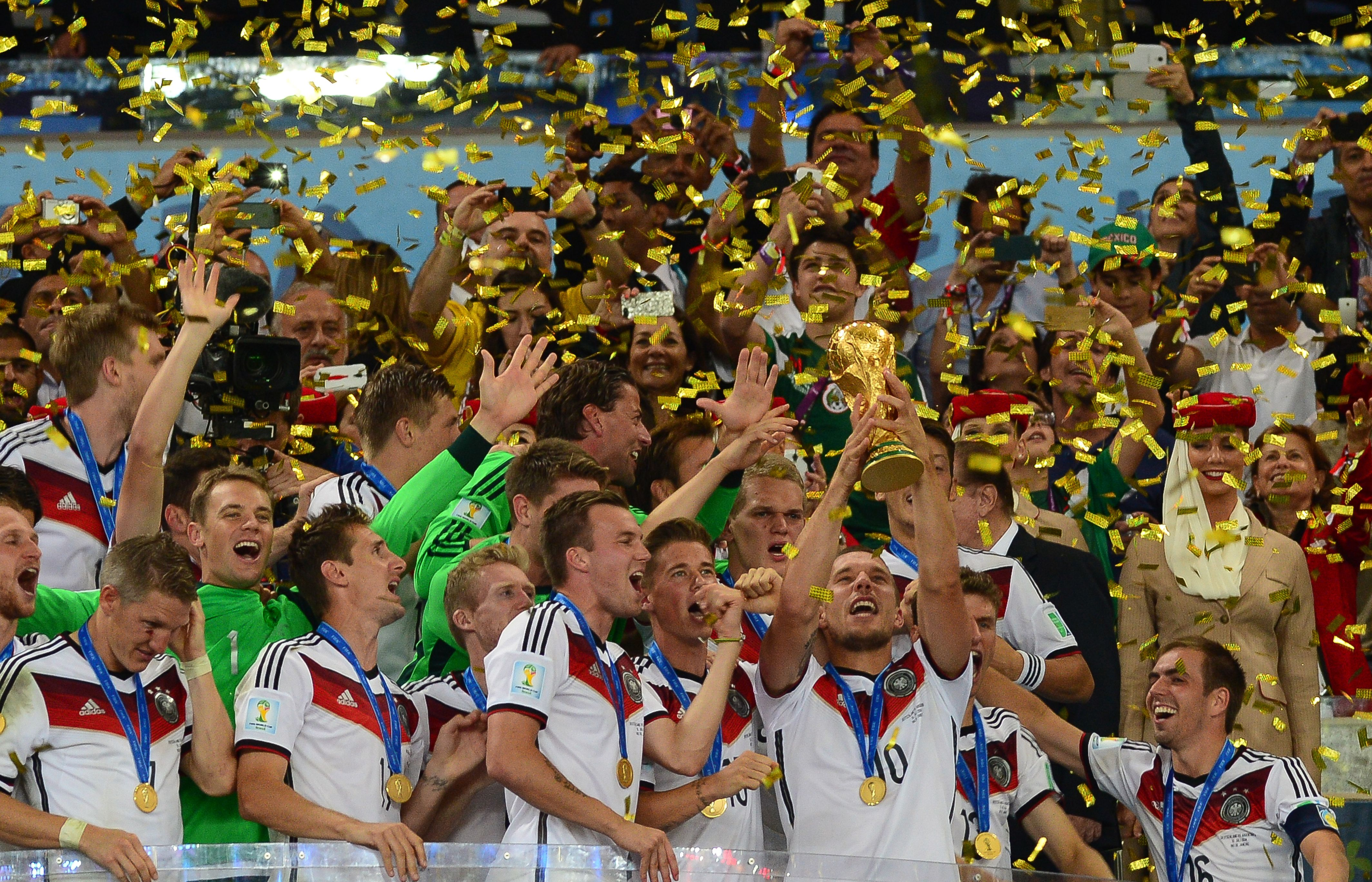
La Germania festeggia il mondiale 2014

A Völler subentrò l'ex centravanti Jürgen Klinsmann, all'esordio come allenatore. Il nuovo selezionatore diede fiducia a promesse e calciatori di prospettiva, con l'intenzione di costruire una squadra giovane, in grado di produrre un calcio offensivo e divertente per il pubblico, in vista del successivo campionato del mondo, da disputare in casa. Nella Confederations Cup 2005, ospitata proprio dai tedeschi, gli uomini di Klinsmann ottennero il terzo posto, risultato che fece ben sperare in vista del mondiale casalingo dell'anno successivo. Al campionato del mondo 2006 la squadra ottenne, difatti, un altro terzo posto, eliminata ancora una volta dall'Italia poi campione del mondo, stavolta in semifinale dopo i tempi supplementari.
Dopo le dimissioni di Klinsmann, gli subentrò il suo vice Joachim Löw. Egli confermò la squadra ai vertici mondiali, conseguendo il secondo posto al campionato d'Europa 2008, avendo perso per 1-0 la finale contro la Spagna, e il terzo posto al campionato del mondo 2010, dove fu ancora fatale una sconfitta contro la Spagna (questa volta in semifinale). Qualificatasi per il campionato europeo del 2012 con 10 vittorie in altrettanti incontri del girone eliminatorio, in Polonia e Ucraina la squadra di Löw, capitanata da Philipp Lahm e compagine dall'età media più bassa del torneo, si arrestò in semifinale, eliminata ancora dall'Italia. Seguì il trionfo al campionato del mondo 2014, ottenuto grazie allo storico successo per 7-1 contro il Brasile padrone di casa in semifinale e alla vittoria per 1-0 in finale contro l'Argentina dopo i tempi supplementari (gol di Mario Götze): per i tedeschi fu il quarto titolo mondiale della storia, risultato che consentì loro di agganciare gli italiani e di porsi alle spalle del solo Brasile per numero di vittorie nella massima rassegna calcistica planetaria.

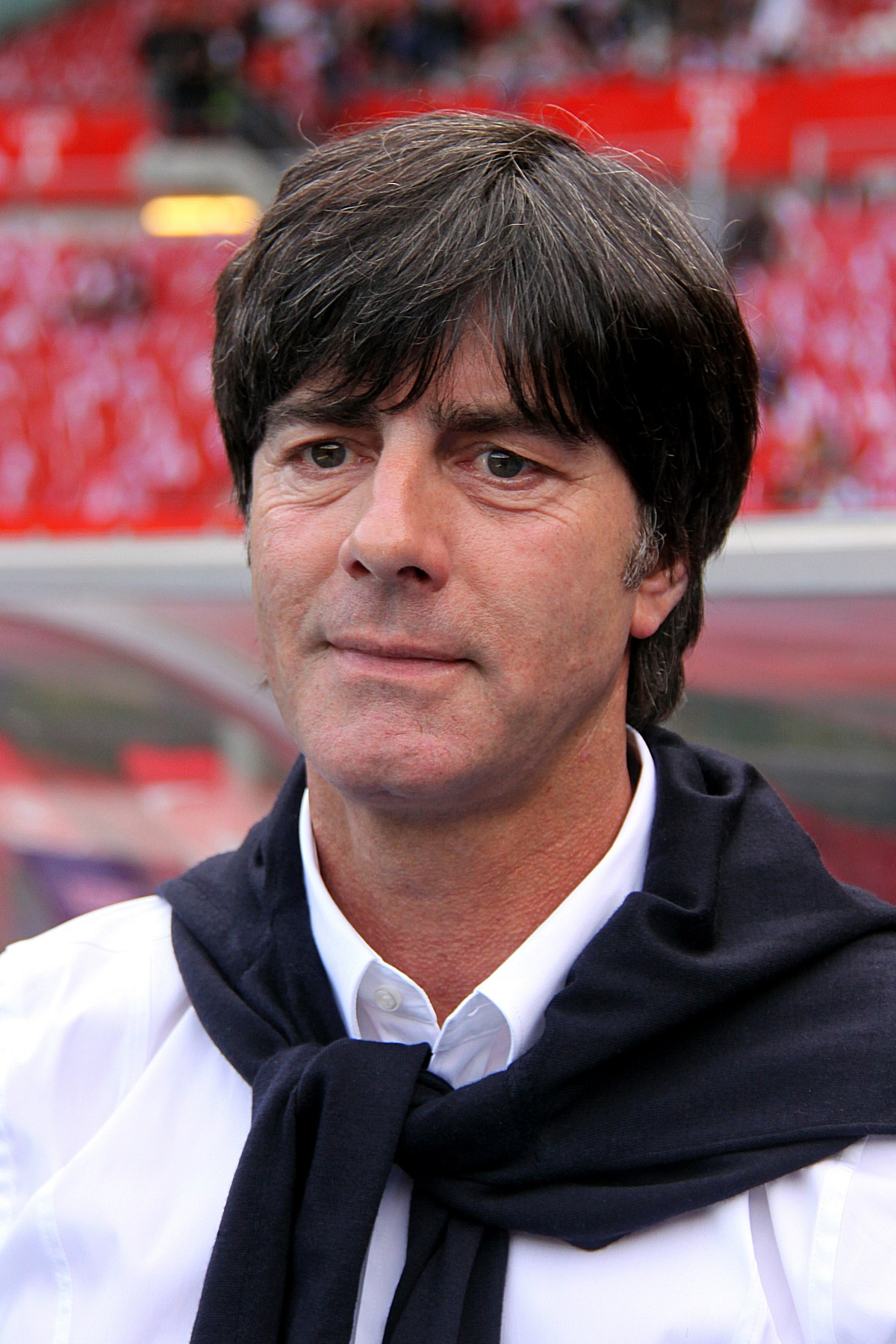
Joachim Löw, commissario tecnico della nazionale tedesca dal 2006 al 2021, ha vinto il e la FIFA Confederations Cup 2017

Dopo il mondiale brasiliano lasciarono la nazionale Philipp Lahm, Per Mertesacker e Miroslav Klose. Al campionato d'Europa 2016 la squadra fu eliminata in semifinale dalla Francia padrona di casa. Bastian Schweinsteiger e Lukas Podolski si congedarono dalla Mannschaft, che vinse poi la Confederations Cup 2017 (battuto in finale il Cile per 1-0) con una rosa composta da molti giovani e giocatori da rodare in vista del mondiale di Russia 2018; tre giocatori tedeschi, Leon Goretzka, Lars Stindl e Timo Werner, furono capocannonieri della manifestazione con 3 gol ciascuno.
Malgrado la convincente qualificazione al mondiale russo, raggiunta con 10 vittorie in altrettanti incontri del girone eliminatorio, la Germania fu eliminata nella fase a gironi della Coppa del mondo, evento senza precedenti in un mondiale. Nonostante le aspre critiche ricevute, Löw si vide confermato l'incarico alla guida della nazionale tedesca almeno per il successivo biennio, segnato dal deludente risultato nella UEFA Nations League 2018-2019, dove la Germania giunse ultima nel proprio minigirone, evitando la retrocessione in Lega B solo per una modifica regolamentare. Malgrado la decisione di rinunciare a pedine fondamentali quali Müller (richiamato due anni dopo), Hummels e Boateng per rifondare l'organico, Löw mancò la qualificazione alla final four della UEFA Nations League 2020-2021 perdendo rovinosamente per 6-0 in casa della Spagna (peggiore rovescio della storia della Mannschaft in gare ufficiali), in una partita in cui un pareggio sarebbe bastato per qualificarsi alla fase finale del torneo, e deluse anche al campionato d'Europa 2020, dove la Germania uscì agli ottavi di finale. L'eliminazione segnò l'epilogo della gestione di Löw, rimasto in carica per poco meno di quindici anni (secondo commissario tecnico della Mannschaft più longevo dopo Herberger).
La nazionale tedesca fu poi affidata ad Hans-Dieter Flick, che con sette vittorie nelle sue prime sette gare, evento senza precedenti per un selezionatore della nazionale tedesca, qualificò la squadra al campionato del mondo 2022. Nei mesi seguenti, tuttavia, i tedeschi delusero dapprima nella UEFA Nations League 2022-2023, rimanendo fuori dalla final four, e poi nella fase finale del mondiale 2022 in Qatar, dove, come già accaduto quattro anni prima, vennero nuovamente estromessi al primo turno.  A seguito dei deludenti risultati Flick, pur inizialmente confermato, fu esonerato e sostituito da Julian Nagelsmann, sotto la cui guida la squadra fu eliminata ai quarti di finale del campionato d'Europa 2024, giocato in casa. Seguì il quarto posto nella UEFA Nations League 2024-2025, la cui fase finale si disputò in terra tedesca.

## Strutture

### Stadio
La nazionale tedesca di calcio non dispone di uno stadio che ne ospita le partite casalinghe in modo fisso. Nel corso della sua storia la Mannschaft ha giocato in 43 città diverse, compresa Vienna, che dal 1938 al 1942, all'epoca dell'Anschluss, ospitò tre partite della nazionale tedesca.
La città che ha ospitato la maggior parte delle partite interne della Germania è Berlino, che fu sede del primo match dei tedeschi, nel 1908 contro l'Inghilterra. Altre città in cui la nazionale ha giocato di frequente sono Amburgo, Stoccarda, Hannover, Dortmund e Monaco di Baviera, che ospitò la finale del campionato mondiale di calcio 1974, vinta dalla Germania Ovest contro i Paesi Bassi.

## Colori e simboli

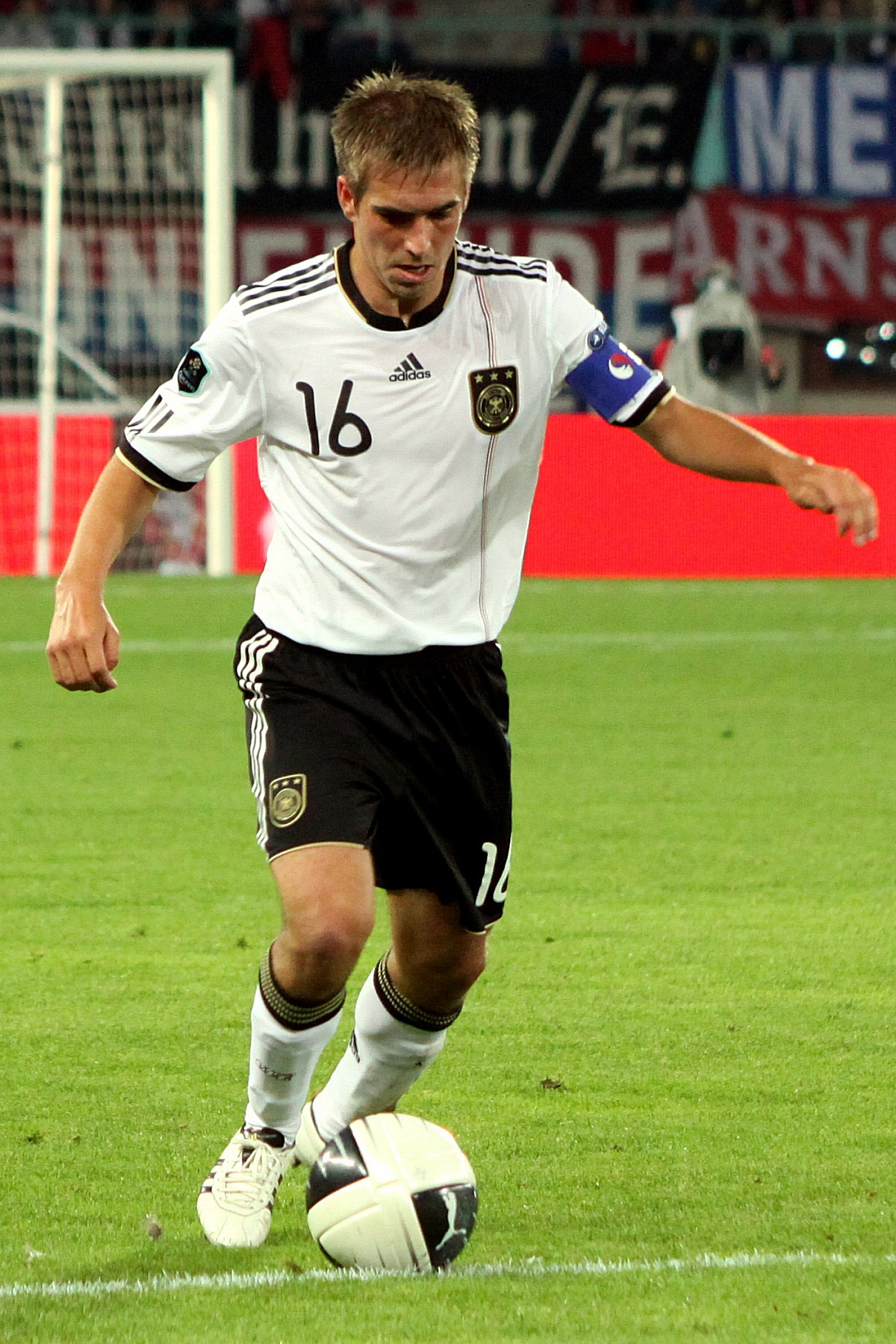
Philipp Lahm con la classica divisa casalinga tedesca: maglia bianca abbinata a calzoncini neri e calzettoni bianchi.

Dagli esordi la nazionale tedesca ha sempre indossato come prima tenuta un completo bianco (a volte con bordini neri), con calzoncini neri e calzettoni bianchi; si trattava dei colori della bandiera della Prussia. Dopo la scissione delle due Germanie, la Germania Ovest ha continuato a usare questo abbigliamento casalingo, mentre la Germania Est ha giocato in blu, colore che non verrà mai ripreso dopo la riunificazione.
Nel 1988 appare un vistoso tricolore tedesco che parte dalla spalla destra e copre quasi tutto il petto. La scelta del fornitore tecnico è felice, perché ricollega la caduta del muro di Berlino, la successiva fusione delle due nazionali e la vittoria al mondiale italiano del 1990, pertanto i colori nazionali diventano un motivo frequente per almeno sei anni: ridotti alle spalle nel 1992, tornano in maniera molto invasiva nel petto nel 1994 ma come rombi a sfumature tricolori, simili al piumaggio presente nel petto di un'aquila. Nel 1996 c'è un ritorno alla semplicità, con una tenuta completamente bianca e nera con un tricolore nel colletto e nei bordi delle maniche. Un piccolo tricolore, formato da tre righine orizzontali sul petto, torna nel 1998, per poi figurare negli anni successivi in piccoli ornamenti più o meno vistosi. In occasione del campionato mondiale del 2014 viene realizzata una divisa decisamente di rottura rispetto al passato: la maglia, bianca, reca in petto una vistosa "V" con gradiente di varie tonalità di rosso, mentre i pantaloncini non sono più neri ma diventano anch'essi bianchi. Nel campionato mondiale del 2018 viene ripresa la famosa grafica del 1990, questa volta con le tre strisce di diverse tonalità di grigio. Per il campionato d'Europa 2020 (disputatosi nel 2021 a causa della pandemia di COVID-19) adidas disegna una maglia innovativa, caratterizzata dalle sottili strisce orizzontali di colore nero.

Pierre Littbarski e Lothar Matthäus sollevano la Coppa del mondo vinta dalla Germania Ovest a, con indosso la maglia introdotta al, fasciata dal tricolore tedesco e presto divenuta tra le più iconiche nella storia della Mannschaft.

Se la tenuta casalinga, ornamenti a parte, è rimasta quasi sempre invariata anche e nonostante le vicissitudini politiche, molto più tribolata è la storia della divisa da trasferta. La seconda casacca tedesca è tradizionalmente di color verde. Per lungo tempo è sopravvissuta la credenza secondo cui questo colore fosse stato scelto in onore e rispetto dell'Irlanda, prima compagine non confinante che accettò un confronto calcistico con la Germania Ovest nell'immediato secondo dopoguerra; in realtà, il verde è semplicemente derivato dal colore preminente nello stemma del Deutscher Fußball-Bund, la federcalcio tedesca. La maglia verde, indossata per la prima volta al campionato del mondo 1954, ha caratterizzato la vittoria del primo Campionato europeo del 1972, e ha accompagnato la Germania anche dopo la riunificazione con l'Est, fino al 1º settembre 2001, data in cui la Germania ha giocato in maglia verde quella che è stata la sua peggior sconfitta casalinga in epoca moderna, un 1-5 contro l'Inghilterra all'Olympiastadion di Monaco di Baviera.
Dopo questa débâcle la maglia verde è stata accantonata, e nel decennio successivo è iniziata una lenta evoluzione della seconda divisa. Il 2002 ha visto l'introduzione di una divisa con due tonalità di grigio, mentre nel 2004 ha debuttato una maglia completamente nera con dettagli gialli e rossi. La Confederations Cup 2005 ha visto l'esordio di una maglia rossa, fortemente voluta dal commissario tecnico Jürgen Klinsmann (convinto che il colore rosso potesse dare un vantaggio psicologico alla squadra in termini di aggressività); questa divisa è stata la più utilizzata come seconda maglia durante gli anni duemila, e in particolare Klinsmann premette per utilizzare proprio questa come prima divisa al mondiale casalingo del 2006, salvo poi desistere. Il 2010 ha visto nuovamente una maglia nera, stavolta con inserti oro. Con il campionato d'Europa d 2012, in occasione del quarantennale della conquista del primo alloro continentale, c'è il ritorno della classica seconda divisa verde. Per il campionato mondiale del 2014 vinto dalla compagine tedesca viene realizzata una rivoluzionaria maglia a larghe strisce orizzontali rosse e nere.
Il simbolo della nazionale tedesca non è quello del DFB, ma una tradizionale aquila nera stilizzata, che richiama lo stemma nazionale. Il fornitore tecnico è, oramai dal 1980, il gruppo tedesco adidas, rimpiazzando la Erima, un'azienda teutonica di proprietà della stessa adidas.

### Divise storiche
Casa
| 1908 (prima maglia) | Mondiale 1934 | Mondiale 1938 | Mondiale 1954 | Mondiale 1962 | Mondiali 1966-1970 | Mondiale 1974 | Mondiale 1978 | Europeo 1980 | Mondiale 1982 |

|  | Europeo 1984 | Mondiale 1986 | Europeo 1988 e Mondiale 1990 | Europeo 1992 | Mondiale 1994 | Europeo 1996 | Mondiale 1998 | Europeo 2000 | Mondiale 2002 | Europeo 2004 |

| Mondiale 2006 | Europeo 2008 | Mondiale 2010 | Europeo 2012 | Mondiale 2014 | Europeo 2016 |  | Confederations Cup 2017 |  | Mondiale 2018 |  | Europeo 2020 |  | Mondiale 2022 |

| Europeo 2024 |

Trasferta
| Mondiali 1954-1958 | Mondiali 1966-1970 | Mondiale 1974 | Europeo 1980 e Mondiale 1982 | Europeo 1984 | Mondiale 1986 | Europeo 1988 e Mondiale 1990 | Europeo 1992 | Mondiale 1994 | Europeo 1996 |

| Mondiale 1998 | Europeo 2000 | Mondiale 2002 | Europeo 2004 | Confederations Cup 2005 | Mondiale 2006 | Europeo 2008 | Mondiale 2010 | Europeo 2012 | Mondiale 2014 |

| Europeo 2016 |  | Mondiale 2018 | Europeo 2020 | Mondiale 2022 | Europeo 2024 |

## Palmarès
- Campionato mondiale: 4  (record europeo condiviso con l'Italia)

Svizzera 1954, Germania Ovest 1974, Italia 1990, Brasile 2014
- Confederations Cup: 1

Russia 2017
- Campionato d'Europa: 3

Belgio 1972, Italia 1980, Inghilterra 1996

## Partecipazioni ai tornei internazionali
Legenda: Grassetto: Risultato migliore, Corsivo: Mancate partecipazioni

## Statistiche
- La prima partita in campo internazionale della nazionale tedesca fu giocata il 5 aprile 1908 a Basilea, in Svizzera, contro la nazionale elvetica, che batté i tedeschi per 5-3. La vittoria con più gol della nazionale tedesca (16-0) si verificò contro la Russia il 1º luglio 1912 a Stoccolma, in Svezia. La partita in cui la Germania subì più gol risale al 13 marzo 1909 ad Oxford in Inghilterra: i tedeschi persero per 0-9 contro la nazionale inglese dilettanti.
- La nazionale tedesca ha giocato 20 volte la fase finale della Coppa del mondo, la prima nel 1934; ha trionfato quattro volte, nel 1954, 1974, 1990 e 2014, e ha ottenuto il secondo posto quattro volte, oltre a detenere il record di semifinali disputate (13, due in più del Brasile, fermo a quota 11 malgrado abbia disputato due fasi finali del mondiale in più rispetto ai tedeschi).
- L'esordio della Germania al campionato europeo risale al 1972; la Germania ha giocato in tutto 14 fasi finali del torneo (record), vincendo 3 volte: nel 1972, 1980 e 1996. Nella competizione vanta altresì tre secondi posti. Complessivamente la Germania è la nazionale europea con il maggior numero di presenze e di partite disputate nelle due massime competizioni, europeo e mondiale.
- La nazionale tedesca ha partecipato a 3 edizioni della Confederations Cup, di cui ha vinto l'edizione del 2017.
- Capitani onorari della squadra (Ehrenspielführer) sono Fritz Walter, Uwe Seeler, Franz Beckenbauer e Lothar Matthäus. Il calciatore che ha giocato più partite con la squadra è Lothar Matthäus, con 150 presenze; Miroslav Klose ha invece segnato il maggior numero di gol nella storia della nazionale, 71.
- La nazionale tedesca è, insieme a quella brasiliana, l'unica ad avere sempre ottenuto sul campo (con l'esclusione delle edizioni del 1974 e del 2006 giocate in casa, per le quali la qualificazione era diretta, così come lo era per le nazionali campioni in carica fino al 2002) la qualificazione alle fasi finali della Coppa del mondo (le due edizioni a cui non ha partecipato furono dovute a rinuncia, nel 1930, ed esclusione per motivi politici post-bellici, nel 1950).
- La Germania è, insieme al Brasile, una delle due nazionali che hanno disputato più di 100 partite nelle fasi finali della medesima competizione (dopo il campionato del mondo 2022 i tedeschi sono a quota 112 partite, secondi dietro ai brasiliani, che hanno disputato 114 partite). Le due squadre si sono affrontate nelle fasi finali del mondiale due volte, nella finale del campionato del mondo 2002 (vinta per 2-0 dai brasiliani) e nella semifinale del campionato del mondo 2014 (vinta per 7-1 dai tedeschi).
- Nella partita d'esordio al campionato del mondo 2014 contro il Portogallo la Germania è diventata la prima squadra a giocare 100 partite nelle fasi finali del torneo[29] (seguita, nel corso dello stesso torneo, dal Brasile, che ha raggiunto e superato anch'essa il totale delle 100 partite; attualmente, dopo l'edizione 2022, la nazionale tedesca ha disputato 112 partite nella fase finale del mondiale, mentre la nazionale brasiliana ne ha disputate 114, con due partecipazioni in più rispetto a quella tedesca).
- La Germania è, insieme al Brasile, una delle due sole nazionali che hanno disputato tre finali del mondiale consecutive (1982, 1986 e 1990) e la sola nazionale ad aver disputato tre finali dell'europeo consecutive (1972, 1976, 1980).
- La Germania è la nazionale che ha ottenuto la più ampia vittoria in una semifinale del mondiale, avendo battuto, al campionato del mondo 2014, i padroni di casa del Brasile per 7-1. Con la successiva vittoria finale dell'edizione la Germania è diventata, infine, la prima nazionale europea a vincere il titolo mondiale nel continente americano.[30]
- Dalla Confederations Cup 2005 alla Confederations Cup 2017 la nazionale tedesca ha fatto registrare una striscia di 8 competizioni consecutive tra europei, mondiali e Confederations Cup in cui ha raggiunto almeno la semifinale.

## Statistiche dettagliate sui tornei internazionali

### Mondiali
| Anno | Luogo                    | Piazzamento      | V | N | P | Gol   |
| ---- | ------------------------ | ---------------- | - | - | - | ----- |
| 1930 | Uruguay                  | Non partecipante | - | - | - | -     |
| 1934 | Italia                   | Terzo posto      | 3 | 0 | 1 | 11:8  |
| 1938 | Francia                  | Ottavi di finale | 0 | 1 | 1 | 3:5   |
| 1950 | Brasile                  | Squalificata     | - | - | - | -     |
| 1954 | Svizzera                 | Campione         | 5 | 0 | 1 | 25:14 |
| 1958 | Svezia                   | Quarto posto     | 2 | 2 | 2 | 12:14 |
| 1962 | Cile                     | Quarti di finale | 2 | 1 | 1 | 4:2   |
| 1966 | Inghilterra              | Secondo posto    | 4 | 1 | 1 | 15:6  |
| 1970 | Messico                  | Terzo posto      | 5 | 0 | 1 | 17:10 |
| 1974 | Germania Ovest           | Campione         | 6 | 0 | 1 | 13:4  |
| 1978 | Argentina                | Secondo turno    | 1 | 4 | 1 | 10:5  |
| 1982 | Spagna                   | Secondo posto    | 3 | 2 | 2 | 12:10 |
| 1986 | Messico                  | Secondo posto    | 3 | 2 | 2 | 8:7   |
| 1990 | Italia                   | Campione         | 5 | 2 | 0 | 15:5  |
| 1994 | Stati Uniti              | Quarti di finale | 3 | 1 | 1 | 9:7   |
| 1998 | Francia                  | Quarti di finale | 3 | 1 | 1 | 8:6   |
| 2002 | Corea del Sud / Giappone | Secondo posto    | 5 | 1 | 1 | 14:3  |
| 2006 | Germania                 | Terzo posto      | 5 | 1 | 1 | 14:6  |
| 2010 | Sudafrica                | Terzo posto      | 5 | 0 | 2 | 16:5  |
| 2014 | Brasile                  | Campione         | 6 | 1 | 0 | 18:4  |
| 2018 | Russia                   | Primo turno      | 1 | 0 | 2 | 2:4   |
| 2022 | Qatar                    | Primo turno      | 1 | 1 | 1 | 6:5   |

### Europei
| Anno | Luogo                | Piazzamento      | V | N | P | Gol  |
| ---- | -------------------- | ---------------- | - | - | - | ---- |
| 1960 | Francia              | Non partecipante | - | - | - | -    |
| 1964 | Spagna               | Non partecipante | - | - | - | -    |
| 1968 | Italia               | Non qualificata  | - | - | - | -    |
| 1972 | Belgio               | Campione         | 2 | 0 | 0 | 5:1  |
| 1976 | Jugoslavia           | Secondo posto    | 1 | 1 | 0 | 6:4  |
| 1980 | Italia               | Campione         | 3 | 1 | 0 | 6:3  |
| 1984 | Francia              | Primo turno      | 1 | 1 | 1 | 2:2  |
| 1988 | Germania Ovest       | Semifinali       | 2 | 1 | 1 | 6:3  |
| 1992 | Svezia               | Secondo posto    | 2 | 1 | 2 | 7:8  |
| 1996 | Inghilterra          | Campione         | 4 | 2 | 0 | 10:3 |
| 2000 | Belgio / Paesi Bassi | Primo turno      | 0 | 1 | 2 | 1:5  |
| 2004 | Portogallo           | Primo turno      | 0 | 2 | 1 | 2:3  |
| 2008 | Austria / Svizzera   | Secondo posto    | 4 | 0 | 2 | 10:7 |
| 2012 | Polonia / Ucraina    | Semifinali       | 4 | 0 | 1 | 10:6 |
| 2016 | Francia              | Semifinali       | 3 | 2 | 1 | 7:3  |
| 2020 | Europa               | Ottavi di finale | 1 | 1 | 2 | 6:7  |
| 2024 | Germania             | Quarti di finale | 3 | 1 | 1 | 11:4 |

### Confederations Cup
| Anno | Luogo                    | Piazzamento     | V | N | P | Gol   |
| ---- | ------------------------ | --------------- | - | - | - | ----- |
| 1992 | Arabia Saudita           | Rinuncia        | - | - | - | -     |
| 1995 | Arabia Saudita           | Non invitata    | - | - | - | -     |
| 1997 | Arabia Saudita           | Rinuncia        | - | - | - | -     |
| 1999 | Messico                  | Primo turno     | 1 | 0 | 2 | 2:6   |
| 2001 | Corea del Sud / Giappone | Non qualificata | - | - | - | -     |
| 2003 | Francia                  | Rinuncia        | - | - | - | -     |
| 2005 | Germania                 | Terzo posto     | 3 | 1 | 1 | 15:11 |
| 2009 | Sudafrica                | Non qualificata | - | - | - | -     |
| 2013 | Brasile                  | Non qualificata | - | - | - | -     |
| 2017 | Russia                   | Campione        | 4 | 1 | 0 | 12:5  |

### Nations League
| Anno      | Luogo (fase finale) | Piazzamento   | V | N | P | Gol   |
| --------- | ------------------- | ------------- | - | - | - | ----- |
| 2018-2019 | Portogallo          | 11º in Lega A | 0 | 2 | 2 | 3:7   |
| 2020-2021 | Italia              | 8º in Lega A  | 2 | 3 | 1 | 10:13 |
| 2022-2023 | Paesi Bassi         | 10º in Lega A | 1 | 4 | 1 | 11:9  |
| 2024-2025 | Germania            | Quarto posto  | 5 | 3 | 2 | 24:12 |

### Olimpiadi
| Anno | Luogo     | Piazzamento             | V | N | P | Gol |
| ---- | --------- | ----------------------- | - | - | - | --- |
| 1908 | Londra    | Non partecipante        | - | - | - | -   |
| 1912 | Stoccolma | Turno di qualificazione | 0 | 0 | 1 | 1:5 |
| 1920 | Anversa   | Non partecipante        | - | - | - | -   |
| 1924 | Parigi    | Non partecipante        | - | - | - | -   |
| 1928 | Amsterdam | Quarti di finale        | 1 | 0 | 1 | 5:4 |
| 1936 | Berlino   | Quarti di finale        | 1 | 0 | 1 | 9:2 |
| 1948 | Londra    | Non partecipante        | - | - | - | -   |

## Tutte le rose

### Mondiali

#### Germania nazista e post-bellica (dal 1933 al 1949)
Coppa del Mondo FIFA 1934P Buchloh, P Jakob, P Kreß, D Busch, D Haringer, D Schwartz, C Albrecht, C Gramlich, C Janes, C Münzenberg, C Szepan, C Zielinski, A Bender, A Conen, A Dienert, A Heidemann, A Hohmann, A Kobierski, A Lehner, A Noack, A Siffling, A Streb, CT: Nerz
Coppa del Mondo FIFA 1938P Buchloh, P Jakob, P Raftl, D Janes, D Schmaus, D Streitle, C Goldbrunner, C Kitzinger, C Kupfer, C Mock, C Münzenberg, C Skoumal, C Wagner, A Gauchel, A Gellesch, A Hahnemann, A Lehner, A Neumer, A Pesser, A Siffling, A Stroh, A Szepan, CT: Herberger

#### Germania Ovest (dal 1949 al 1990)
Coppa del Mondo FIFA 19541 Turek, 2 Laband, 3 Kohlmeyer, 4 Bauer, 5 Erhardt, 6 Eckel, 7 Posipal, 8 Mai, 9 Mebus, 10 Liebrich, 11 Metzner, 12 Rahn, 13 Morlock, 14 Klodt, 15 O. Walter, 16 F. Walter, 17 Herrmann, 18 Biesinger, 19 Pfaff, 20 Schäfer, 21 Kubsch, 22 Kwiatkowski, CT: Herberger
Coppa del Mondo FIFA 19581 Herkenrath, 2 Erhardt, 3 Juskowiak, 4 Eckel, 5 Wewers, 6 Szymaniak, 7 Stollenwerk, 8 Rahn, 9 Walter, 10 Schmidt, 11 Schäfer, 12 Seeler, 13 Klodt, 14 Cieslarczyk, 15 Kelbassa, 16 Sturm, 17 Schnellinger, 18 Hoffmann, 19 Peters, 20 Nuber, 21 Sawitzki, 22 Kwiatkowski, CT: Herberger
Coppa del Mondo FIFA 19621 Tilkowski, 2 Erhardt, 3 Schnellinger, 4 Schulz, 5 Wilden, 6 Szymaniak, 7 Koslowski, 8 Haller, 9 Seeler, 10 Brülls, 11 Schäfer, 12 Nowak, 13 Kurbjuhn, 14 Werner, 15 Giesemann, 16 Sturm, 17 Kraus, 18 Herrmann, 19 Strehl, 20 Vollmar, 21 Sawitzki, 22 Fahrian, CT: Herberger
Coppa del Mondo FIFA 19661 Tilkowski, 2 Höttges, 3 Schnellinger, 4 Beckenbauer, 5 Schulz, 6 Weber, 7 Brülls, 8 Haller, 9 Seeler, 10 Held, 11 Emmerich, 12 Overath, 13 Hornig, 14 Lutz, 15 Patzke, 16 Lorenz, 17 Paul, 18 Sieloff, 19 Krämer, 20 Grabowski, 21 Bernard, 22 Maier, CT: Schön
Coppa del Mondo FIFA 19701 Maier, 2 Höttges, 3 Schnellinger, 4 Beckenbauer, 5 Schulz, 6 Weber, 7 Vogts, 8 Haller, 9 Seeler, 10 Held, 11 Fichtel, 12 Overath, 13 Müller, 14 Libuda, 15 Patzke, 16 Lorenz, 17 Löhr, 18 Sieloff, 19 Dietrich, 20 Grabowski, 21 Manglitz, 22 Wolter, CT: Schön
Coppa del Mondo FIFA 19741 Maier, 2 Vogts, 3 Breitner, 4 Schwarzenbeck, 5 Beckenbauer, 6 Höttges, 7 Wimmer, 8 Cullmann, 9 Grabowski, 10 Netzer, 11 Heynckes, 12 Overath, 13 Müller, 14 Hoeneß, 15 Flohe, 16 Bonhof, 17 Hölzenbein, 18 Herzog, 19 Kapellmann, 20 Kremers, 21 Nigbur, 22 Kleff, CT: Schön
Coppa del Mondo FIFA 19781 Maier, 2 Vogts, 3 Dietz, 4 Rüssmann, 5 Kaltz, 6 Bonhof, 7 Abramczik, 8 Zimmermann, 9 Fischer, 10 Flohe, 11 Rummenigge, 12 Schwarzenbeck, 13 Konopka, 14 D. Müller, 15 Beer, 16 Cullmann, 17 Hölzenbein, 18 Zewe, 19 Worm, 20 H. Müller, 21 Kargus, 22 Burdenski, CT: Schön
Coppa del Mondo FIFA 19821 Schumacher, 2 Briegel, 3 Breitner, 4 K. Förster, 5 B. Förster, 6 Dremmler, 7 Littbarski, 8 Fischer, 9 Hrubesch, 10 Müller, 11 Rummenigge, 12 Hannes, 13 Reinders, 14 Magath, 15 Stielike, 16 T.Allofs, 17 Engels, 18 Matthäus, 19 Hieronymus, 20 Kaltz, 21 Franke, 22 Immel, CT: Derwall
Coppa del Mondo FIFA 19861 Schumacher, 2 Briegel, 3 Brehme, 4 Förster, 5 Herget, 6 Eder, 7 Littbarski, 8 Matthäus, 9 Völler, 10 Magath, 11 Rummenigge, 12 Stein, 13 Allgöwer, 14 Berthold, 15 Augenthaler, 16 Thon, 17 Jakobs, 18 Rahn, 19 K.Allofs, 20 Hoeneß, 21 Rolff, 22 Immel, CT: Beckenbauer
Coppa del Mondo FIFA 19901 Illgner, 2 Reuter, 3 Brehme, 4 Kohler, 5 Augenthaler, 6 Buchwald, 7 Littbarski, 8 Häßler, 9 Völler, 10 Matthäus, 11 Mill, 12 Aumann, 13 Riedle, 14 Berthold, 15 Bein, 16 Steiner, 17 Möller, 18 Klinsmann, 19 Pflügler, 20 Thon, 21 Hermann, 22 Köpke, CT: Beckenbauer

#### Germania riunificata (dal 1991)
Coppa del Mondo FIFA 19941 Illgner, 2 Strunz, 3 Brehme, 4 Kohler, 5 Helmer, 6 Buchwald, 7 Möller, 8 Häßler, 9 Riedle, 10 Matthäus, 11 Kuntz, 12 Köpke, 13 Völler, 14 Berthold, 15 Gaudino, 16 Sammer, 17 Wagner, 18 Klinsmann, 19 Kirsten, 20 Effenberg, 21 Basler, 22 Kahn, CT: Vogts
Coppa del Mondo FIFA 19981 Köpke, 2 Wörns, 3 Heinrich, 4 Kohler, 5 Helmer, 6 Thon, 7 Möller, 8 Matthäus, 9 Kirsten, 10 Häßler, 11 Marschall, 12 Kahn, 13 Jeremies, 14 Babbel, 15 Freund, 16 Hamann, 17 Ziege, 18 Klinsmann, 19 Reuter, 20 Bierhoff, 21 Tarnat, 22 Lehmann, CT: Vogts
Coppa del Mondo FIFA 20021 Kahn, 2 Linke, 3 Rehmer, 4 Baumann, 5 Ramelow, 6 Ziege, 7 Neuville, 8 Hamann, 9 Jancker, 10 Ricken, 11 Klose, 12 Lehmann, 13 Ballack, 14 Asamoah, 15 Kehl, 16 Jeremies, 17 Bode, 18 Böhme, 19 Schneider, 20 Bierhoff, 21 Metzelder, 22 Frings, 23 Butt, CT: Völler
Coppa del Mondo FIFA 20061 Lehmann, 2 Jansen, 3 Friedrich, 4 Huth, 5 Kehl, 6 Nowotny, 7 Schweinsteiger, 8 Frings, 9 Hanke, 10 Neuville, 11 Klose, 12 Kahn, 13 Ballack, 14 Asamoah, 15 Hitzlsperger, 16 Lahm, 17 Mertesacker, 18 Borowski, 19 Schneider, 20 Podolski, 21 Metzelder, 22 Odonkor, 23 Hildebrand, CT: Klinsmann
Coppa del Mondo FIFA 20101 Neuer, 2 Jansen, 3 Friedrich, 4 Aogo, 5 Taşçı, 6 Khedira, 7 Schweinsteiger, 8 Özil, 9 Kießling, 10 Podolski, 11 Klose, 12 Wiese, 13 Müller, 14 Badstuber, 15 Trochowski, 16 Lahm, 17 Mertesacker, 18 Kroos, 19 Cacau, 20 Boateng, 21 Marin, 22 Butt, 23 Gómez, CT: Löw
Coppa del Mondo FIFA 20141 Neuer, 2 Großkreutz, 3 Ginter, 4 Höwedes, 5 Hummels, 6 Khedira, 7 Schweinsteiger, 8 Özil, 9 Schürrle, 10 Podolski, 11 Klose, 12 Zieler, 13 Müller, 14 Draxler, 15 Durm, 16 Lahm, 17 Mertesacker, 18 Kroos, 19 Götze, 20 Boateng, 21 Mustafi, 22 Weidenfeller, 23 Kramer, CT: Löw
Coppa del Mondo FIFA 20181 Neuer, 2 Plattenhardt, 3 Hector, 4 Ginter, 5 Hummels, 6 Khedira, 7 Draxler, 8 Kroos, 9 Werner, 10 Özil, 11 Reus, 12 Trapp, 13 Müller, 14 Goretzka, 15 Süle, 16 Rüdiger, 17 Boateng, 18 Kimmich, 19 Rudy, 20 Brandt, 21 Gündoğan, 22 ter Stegen, 23 Gómez, CT: Löw
Coppa del Mondo FIFA 20221 Neuer, 2 Rüdiger, 3 Raum, 4 Ginter, 5 Kehrer, 6 Kimmich, 7 Havertz, 8 Goretzka, 9 Füllkrug, 10 Gnabry, 11 Götze, 12 Trapp, 13 Müller, 14 Musiala, 15 Süle, 16 Klostermann, 17 Brandt, 18 Hofmann, 19 Sané, 20 Günter, 21 Gündoğan, 22 Ter Stegen, 23 Schlotterbeck, 24 Adeyemi, 25 Bella-Kotchap, 26 Moukoko, CT: Flick

### Campionato d'Europa

#### Germania Ovest (dal 1960 al 1990)
Campionato d’Europa UEFA 1972P Kleff, P Maier, D Beckenbauer, D Bella, D Breitner, D Höttges, D Schwarzenbeck, D Vogts, C Bonhof, C Hoeneß, C Köppel, C Netzer, A Grabowski, A Heynckes, A Kremers, A Löhr, A Müller, A Wimmer, CT: Schön
Campionato d’Europa UEFA 19761 Maier, 2 Vogts, 3 Dietz, 4 Schwarzenbeck, 5 Beckenbauer, 6 Wimmer, 7 Bonhof, 8 Hoeneß, 9 D. Müller, 10 Beer, 11 Hölzenbein, 12 Worm, 13 Danner, 14 Bongartz, 15 Flohe, 16 Nogly, 17 Kaltz, 18 Kargus, 19 Reichel, 20 Stielike, 21 Dürnberger, 22 Franke, CT: Schön
Campionato d’Europa UEFA 19801 Schumacher, 2 Briegel, 3 Cullmann, 4 K.H. Förster, 5 Dietz, 6 Schuster, 7 B. Förster, 8 Rummenigge, 9 Hrubesch, 10 H. Müller, 11 K. Allofs, 12 Memering, 13 Bonhof, 14 Magath, 15 Stielike, 16 Zimmermann, 17 Del'Haye, 18 Matthäus, 19 Votava, 20 Kaltz, 21 Junghans, 22 Immel, CT: Derwall
Campionato d’Europa UEFA 19841 Schumacher, 2 Briegel, 3 Strack, 4 K.H. Förster, 5 B. Förster, 6 Rolff, 7 Brehme, 8 K. Allofs, 9 Völler, 10 Meier, 11 Rummenigge, 12 Burdenski, 13 Matthäus, 14 Falkenmayer, 15 Stielike, 16 Bruns, 17 Littbarski, 18 Buchwald, 19 Bommer, 20 Roleder, CT: Derwall
Campionato d’Europa UEFA 19881 Immel, 2 Buchwald, 3 Brehme, 4 Kohler, 5 Herget, 6 Borowka, 7 Littbarski, 8 Matthäus, 9 Völler, 10 Thon, 11 Mill, 12 Illgner, 13 Wuttke, 14 Berthold, 15 Pflügler, 16 Eckstein, 17 Dorfner, 18 Klinsmann, 19 Sauer, 20 Rolff, CT: Beckenbauer

#### Germania riunificata (dal 1991)
Campionato d’Europa UEFA 19921 Illgner, 2 Reuter, 3 Brehme, 4 Kohler, 5 Binz, 6 Buchwald, 7 Möller, 8 Häßler, 9 Völler, 10 Doll, 11 Riedle, 12 Kopke, 13 Thom, 14 Helmer, 15 Frontzek, 16 Sammer, 17 Effenberg, 18 Klinsmann, 19 Schulz, 20 Wörns, CT: Vogts
Campionato d’Europa UEFA 19961 Köpke, 2 Reuter, 3 Bode, 4 Freund, 5 Helmer, 6 Sammer, 7 Möller, 8 Scholl, 9 Bobic, 10 Häßler, 11 Kuntz, 12 Kahn, 13 Basler, 14 Babbel, 15 Kohler, 16 Schneider, 17 Ziege, 18 Klinsmann, 19 Strunz, 20 Bierhoff, 21 Eilts, 22 Reck, 23 Todt, CT: Vogts
Campionato d’Europa UEFA 20001 Kahn, 2 Babbel, 3 Rehmer, 4 Linke, 5 Bode, 6 Nowotny, 7 Scholl, 8 Häßler, 9 Kirsten, 10 Matthäus, 11 Rink, 12 Lehmann, 13 Ballack, 14 Hamann, 15 Wosz, 16 Jeremies, 17 Ziege, 18 Deisler, 19 Jancker, 20 Bierhoff, 21 Ramelow, 22 Butt, CT: Ribbeck
Campionato d’Europa UEFA 20041 Kahn, 2 Hinkel, 3 Friedrich, 4 Wörns, 5 Nowotny, 6 Baumann, 7 Schweinsteiger, 8 Hamann, 9 Bobic, 10 Kurányi, 11 Klose, 12 Lehmann, 13 Ballack, 14 Brdarić, 15 Kehl, 16 Jeremies, 17 Ziege, 18 Ernst, 19 Schneider, 20 Podolski, 21 Lahm, 22 Frings, 23 Hildebrand, CT: Völler
Campionato d’Europa UEFA 20081 Lehmann, 2 Jansen, 3 Friedrich, 4 Fritz, 5 Westermann, 6 Rolfes, 7 Schweinsteiger, 8 Frings, 9 Gómez, 10 Neuville, 11 Klose, 12 Enke, 13 Ballack, 14 Trochowski, 15 Hitzlsperger, 16 Lahm, 17 Mertesacker, 18 Borowski, 19 Odonkor, 20 Podolski, 21 Metzelder, 22 Kurányi, 23 Adler, CT: Löw
Campionato d’Europa UEFA 20121 Neuer, 2 Gündoğan, 3 Schmelzer, 4 Höwedes, 5 Hummels, 6 Khedira, 7 Schweinsteiger, 8 Özil, 9 Schürrle, 10 Podolski, 11 Klose, 12 Wiese, 13 Müller, 14 Badstuber, 15 Bender, 16 Lahm, 17 Mertesacker, 18 Kroos, 19 Götze, 20 Boateng, 21 Reus, 22 Zieler, 23 Gómez, CT: Löw
Campionato d’Europa UEFA 20161 Neuer, 2 Mustafi, 3 Hector, 4 Höwedes, 5 Hummels, 6 Khedira, 7 Schweinsteiger, 8 Özil, 9 Schürrle, 10 Podolski, 11 Draxler, 12 Leno, 13 Müller, 14 Can, 15 Weigl, 16 Tah, 17 Boateng, 18 Kroos, 19 Götze, 20 Sané, 21 Kimmich, 22 ter Stegen, 23 Gómez, CT: Löw
Campionato d'Europa UEFA 20201 Neuer, 2 Rüdiger, 3 Halstenberg, 4 Ginter, 5 Hummels, 6 Kimmich, 7 Havertz, 8 Kroos, 9 Volland, 10 Gnabry, 11 Werner, 12 Leno, 13 Hofmann, 14 Musiala, 15 Süle, 16 Klostermann, 17 Neuhaus, 18 Goretzka, 19 Sané, 20 Gosens, 21 Gündoğan, 22 Trapp, 23 Can, 24 Koch, 25 Müller, 26 Günter, CT: Löw
Campionato d'Europa UEFA 20241 Neuer, 2 Rüdiger, 3 Raum, 4 Tah, 5 Groß, 6 Kimmich, 7 Havertz, 8 Kroos, 9 Füllkrug, 10 Musiala, 11 Führich, 12 Baumann, 13 Müller, 14 Beier, 15 Schlotterbeck, 16 Anton, 17 Wirtz, 18 Mittelstädt, 19 Sané, 20 Henrichs, 21 Gündoğan, 22 ter Stegen, 23 Andrich, 24 Koch, 25 Can, 26 Undav, CT: Nagelsmann

### UEFA Nations League
Fase finale UEFA Nations League 2024-20251 ter Stegen, 2 Anton, 3 Koch, 4 Tah, 5 Groß, 6 Kimmich, 7 Nmecha, 8 Goretzka, 9 Füllkrug, 11 Woltemade, 12 Baumann, 13 Undav, 14 Adeyemi, 15 Kehrer, 17 Wirtz, 18 Mittelstädt, 19 Sané, 20 Gnabry, 21 Gosens, 22 Raum, 23 Andrich, 24 Nübel, 25 Pavlović, 26 Bischof, CT: Nagelsmann

### Confederations Cup
FIFA Confederations Cup 19991 Lehmann, 2 Wörns, 3 Heinrich, 4 Linke, 5 Dogan, 6 Maul, 7 Scholl, 8 Wosz, 9 Marschall, 10 Matthäus, 11 Preetz, 12 Enke, 13 Neuville, 14 Baumann, 15 Ballack, 16 Schneider, 17 Gerber, 18 Ricken, 19 Heldt, 20 Rink, CT: Ribbeck
FIFA Confederations Cup 20051 Kahn, 2 Hinkel, 3 Friedrich, 4 Huth, 5 Owomoyela, 6 Engelhardt, 7 Schweinsteiger, 8 Frings, 9 Hanke, 10 Deisler, 11 Brdarić, 12 Lehmann, 13 Ballack, 14 Asamoah, 15 Ernst, 16 Hitzlsperger, 17 Mertesacker, 18 Borowski, 19 Schneider, 20 Podolski, 21 Schulz, 22 Kurányi, 23 Hildebrand, CT: Klinsmann
FIFA Confederations Cup 20171 Trapp, 2 Mustafi, 3 Hector, 4 Ginter, 5 Plattenhardt, 6 Henrichs, 7 Draxler, 8 Goretzka, 9 Wagner, 10 Demirbay, 11 Werner, 12 Leno, 13 Stindl, 14 Can, 15 Younes, 16 Rüdiger, 17 Süle, 18 Kimmich, 19 Sané, 20 Brandt, 21 Rudy, 22 ter Stegen, 23 Demme, CT: Löw

### Giochi olimpici

#### Impero tedesco (dal 1871 al 1918)
Calcio ai Giochi Olimpici Estivi 1912P Weber, P Werner, D Hempel, D Hollstein, D Reese, D Röpnack, C Bosch, C Breunig, C Burger, C Glaser, C Hirsch, C Krogmann, C Ugi, A Förderer, A Fuchs, A Jäger, A Kipp, A Oberle, A Thiel, A Uhle, A Wegele, A Worpitzky, CT: commissione tecnica

#### Repubblica di Weimar (dal 1919 al 1933)
Calcio ai Giochi Olimpici Estivi 1928P Gehlhaar, P Stuhlfauth, P Wentorf, D Beier, D Heidkamp, D Kutterer, D Weber, C Gruber, C Kalb, C Knöpfle, C Leinberger, C Müller, C Nagelschmitz, C Reinmann, A Albrecht, A L. Hofmann, A R. Hofmann, A Horn, A Hornauer, A Kuzorra, A Pöttinger, A Schmitt, CT: Nerz

#### Germania nazista e post-bellica (dal 1933 al 1949)
Calcio ai Giochi Olimpici Estivi 1936P Buchloh, P Jakob, P Jürissen, D Ditgens, D Munkert, D Münzenberg, C Bernard, C Gellesch, C Goldbrunner, C Gramlich, C Janes, C Mehl, C Sold, A Eckert, A Elbern, A Gauchel, A Hohmann, A Lehner, A Lenz, A Siffling, A Simetsreiter, A Urban, CT: Nerz
NOTA: Per le informazioni sulle rose successive al 1948 visionare la pagina della Nazionale olimpica.

### Mundialito
Mundialito 19801 Schumacher, 2 Kaltz, 3 Bonhof, 4 Förster, 5 Dietz, 6 Briegel, 7 Magath, 8 Rummenigge, 9 Hrubesch, 10 H. Müller, 11 K. Allofs, 12 Immel, 13 Niedermayer, 14 Hannes, 15 Votava, 16 Dremmler, 17 Allgöwer, 18 Borchers, CT: Derwall

## Rosa attuale
Lista dei giocatori convocati dal commissario tecnico Julian Nagelsmann per la fase finale della UEFA Nations League 2024-2025.
Presenze e reti aggiornate all'8 giugno 2025.
| 1  | P | Marc-André ter Stegen  | 30 aprile 1992    | 44  | -54 | Barcellona            |  |  |
| 12 | P | Oliver Baumann         | 2 giugno 1990     | 4   | -4  | Hoffenheim            |  |  |
| 24 | P | Alexander Nübel        | 30 settembre 1996 | 2   | -2  | Stoccarda             |  |  |
|    |   |                        |                   |     |     |                       |  |  |
| 2  | D | Waldemar Anton         | 20 luglio 1996    | 8   | 0   | Borussia Dortmund     |  |  |
| 3  | D | Robin Koch             | 17 luglio 1996    | 14  | 0   | Eintracht Francoforte |  |  |
| 4  | D | Jonathan Tah           | 11 febbraio 1996  | 37  | 0   | Bayer Leverkusen      |  |  |
| 6  | D | Joshua Kimmich         | 8 febbraio 1995   | 101 | 8   | Bayern Monaco         |  |  |
| 15 | D | Thilo Kehrer           | 21 settembre 1996 | 2   | 0   | Monaco                |  |  |
| 18 | D | Maximilian Mittelstädt | 18 marzo 1997     | 14  | 1   | Eintracht Francoforte |  |  |
| 22 | D | David Raum             | 22 aprile 1998    | 28  | 0   | RB Lipsia             |  |  |
| 23 | D | Robert Andrich         | 22 settembre 1994 | 18  | 0   | Bayer Leverkusen      |  |  |
|    |   |                        |                   |     |     |                       |  |  |
| 5  | C | Pascal Groß            | 15 giugno 1991    | 15  | 1   | Borussia Dortmund     |  |  |
| 7  | C | Felix Nmecha           | 10 ottobre 2000   | 4   | 1   | Borussia Dortmund     |  |  |
| 8  | C | Leon Goretzka          | 6 febbraio 1995   | 61  | 15  | Bayern Monaco         |  |  |
| 14 | C | Karim Adeyemi          | 18 gennaio 2002   | 8   | 1   | Borussia Dortmund     |  |  |
| 17 | C | Florian Wirtz          | 3 maggio 2003     | 31  | 7   | Bayer Leverkusen      |  |  |
| 19 | C | Leroy Sané             | 11 gennaio 1996   | 70  | 14  | Bayern Monaco         |  |  |
| 20 | C | Serge Gnabry           | 14 luglio 1995    | 51  | 22  | Bayern Monaco         |  |  |
| 21 | C | Robin Gosens           | 5 luglio 1994     | 24  | 2   | Fiorentina            |  |  |
| 25 | C | Aleksandar Pavlović    | 3 maggio 2004     | 5   | 1   | Bayern Monaco         |  |  |
| 26 | C | Tom Bischof            | 28 giugno 2005    | 1   | 0   | Hoffenheim            |  |  |
|    |   |                        |                   |     |     |                       |  |  |
| 9  | A | Niclas Füllkrug        | 9 febbraio 1993   | 24  | 14  | West Ham Utd          |  |  |
| 11 | A | Nick Woltemade         | 14 febbraio 2002  | 2   | 0   | Stoccarda             |  |  |
| 13 | A | Deniz Undav            | 19 luglio 1996    | 6   | 3   | Stoccarda             |  |  |

## Record individuali
Statistiche aggiornate al 26 marzo 2025.
In grassetto i giocatori in attività con la maglia della nazionale.

### Classifica presenze
| Posizione | Giocatore              | Presenze | Reti | Periodo   |
| --------- | ---------------------- | -------- | ---- | --------- |
| 1         | Lothar Matthäus        | 150      | 23   | 1980-2000 |
| 2         | Miroslav Klose         | 137      | 71   | 2001-2014 |
| 3         | Thomas Müller          | 131      | 45   | 2010-2024 |
| 4         | Lukas Podolski         | 130      | 49   | 2004-2017 |
| 5         | Manuel Neuer           | 124      | 0    | 2009-2024 |
| 6         | Bastian Schweinsteiger | 121      | 24   | 2004-2016 |
| 7         | Toni Kroos             | 114      | 17   | 2010-2024 |
| 8         | Philipp Lahm           | 113      | 5    | 2004-2014 |
| 9         | Jürgen Klinsmann       | 108      | 47   | 1987-1998 |
| 10        | Jürgen Kohler          | 105      | 2    | 1986-1998 |

### Classifica reti
| Posizione | Giocatore             | Reti | Presenze | Periodo   |
| --------- | --------------------- | ---- | -------- | --------- |
| 1         | Miroslav Klose        | 71   | 137      | 2001-2014 |
| 2         | Gerd Müller           | 68   | 62       | 1966-1974 |
| 3         | Lukas Podolski        | 49   | 130      | 2004-2017 |
| 4         | Rudi Völler           | 47   | 90       | 1982-1994 |
| 4         | Jürgen Klinsmann      | 47   | 108      | 1987-1998 |
| 6         | Karl-Heinz Rummenigge | 45   | 95       | 1976-1986 |
| 6         | Thomas Müller         | 45   | 131      | 2010-2024 |
| 8         | Uwe Seeler            | 43   | 72       | 1954-1970 |
| 9         | Michael Ballack       | 42   | 98       | 1999-2010 |
| 10        | Oliver Bierhoff       | 37   | 70       | 1996-2002 |

### Record presenze e reti di ex giocatori della Germania Est nella Germania
| Nome            | Presenze con la Germania Est | Reti con la Germania Est | Presenze con la Germania | Reti con la Germania | Totale presenze | Totale reti |
| --------------- | ---------------------------- | ------------------------ | ------------------------ | -------------------- | --------------- | ----------- |
| Ulf Kirsten     | 49 (1985 - 1990)             | 14                       | 51 (1992 - 2000)         | 20                   | 100             | 34          |
| Matthias Sammer | 23 (1986 - 1990)             | 6                        | 51 (1990 - 1997)         | 8                    | 74              | 14          |
| Andreas Thom    | 51 (1984 - 1990)             | 16                       | 10 (1990 - 1992)         | 2                    | 61              | 18          |
| Thomas Doll     | 29 (1986 - 1990)             | 7                        | 18 (1990 - 1993)         | 1                    | 47              | 8           |
| Dariusz Wosz    | 7 (1989 - 1990)              | -                        | 17 (1997 - 2000)         | 1                    | 24              | 1           |
| Olaf Marschall  | 4 (1984 - 1989)              | -                        | 13 (1994 - 1999)         | 3                    | 17              | 3           |
| Heiko Scholz    | 7 (1987 - 1990)              | -                        | 1 (1992)                 | -                    | 8               | -           |
| Dirk Schuster   | 4 (1990)                     | -                        | 3 (1991)                 | -                    | 7               | -           |

|  | Per i giocatori che hanno giocato solo nella Nazionale della Germania Est, vedi la voce Nazionale di calcio della Germania dell'Est |

## Capitani
Nei primi anni di esistenza della nazionale tedesca, priva di un selezionatore propriamente detto, il capitano aveva il compito di impostare le tattiche della squadra, che veniva scelta dalla commissione tecnica. Il primo capitano della Germania fu Arthur Hiller, che giocò 4 partite internazionali, di cui 2 da capitano. Il primo giocatore che riuscì a mettere a referto 10 presenze come capitano della Germania fu, nel 1924, Adolf Jäger, che dopo quelle presenze terminò la propria carriera in nazionale. Quando fu assunto come commissario tecnico Otto Nerz, un addestratore del Terzo Reich, divenne capitano della nazionale il braccio esteso dell'addestratore. Sotto la gestione Nerz, Ludwig Leinberger batté il record di Jäger nella sua ultima partita in nazionale, nel 1933. Due anni dopo Fritz Szepan lo superò, portando il record a 30 partite da capitano nel 1939. Nell'ultima partita della nazionale del Reich, Paul Janes migliorò il record di partite da capitano con la Nationalmanschaft, innalzandolo a 31 partite.
Il primato di Szepan resistette per 28 anni, per poi essere battuto da Uwe Seeler il 9 maggio 1970. Nello stesso anno, Seeler portò il record a 40 partite prima della sua partita d'addio. Dal 19 novembre 1975 a detenere il record fu Franz Beckenbauer, che nella sua ultima partita giocata con la nazionale tedesca fissò il nuovo primato a 50 partite da capitano, di cui 47 consecutive. Egli è anche l'unico capitano ad aver vinto due titoli con la squadra (il campionato europeo di Belgio 1972 e il campionato mondiale di Germania Ovest 1974) e l'unico ad essere stato capitano in tre finali (due del campionato europeo - oltre alle due già citate, anche quella di Jugoslavia 1976 - e una del campionato mondiale). Bernard Dietz succedette come capitano a Beckenbauer e si aggiudicò in queste vesti il campionato d'Europa 1980, mentre Karl-Heinz Rummenigge, disputando la finale del campionato del mondo 1986, sua ultima partita in nazionale, divenne il nuovo primatista di presenze da capitano con la rappresentativa tedesca.
A privare Rumenigge del record fu, nel 1993, Lothar Matthäus, che, il 14 novembre 1999, portò il primato a 75 partite da capitano (72 dal primo minuto di gioco). Dal 1995 Matthäus indossò la fascia di capitano della Mannschaft solo quando il capitano Jürgen Klinsmann o, dal 1998, il suo successore Oliver Bierhoff non erano impiegati o venivano sostituiti durante la partita. Il successore di Bierhoff fu Oliver Kahn, che guidò la squadra da capitano nella finale del campionato del mondo 2002 e al campionato d'Europa 2004. Il commissario tecnico Klinsmann, subentrato nel 2004, nominò capitano Michael Ballack; durante le qualificazioni al campionato d'Europa 2008, questi fu costretto all'inattività da un infortunio prolungato, ragion per cui la fascia passò a Bernd Schneider. Ciononostante, Ballack figura al secondo posto nella classifica di presenze da capitano della Germania di tutti i tempi, con 55 partite. Al campionato del mondo 2010, stante un infortunio di Ballack, la fascia di capitano fu sul braccio di Philipp Lahm. Dopo il forfait mondiale e a seguito di alcune polemiche con Philipp Lahm e con il selezionatore Joachim Löw in merito alla fascia di capitano, Ballack non venne più convocato in nazionale. Il 16 giugno 2011 l'allenatore Löw annunciò la decisione di programmare il futuro della squadra senza Ballack.
Lahm vinse con i compagni il campionato del mondo 2014 dopo aver collezionato 53 partite da capitano (figura ancora oggi al terzo posto nella classifica di presenze con la fascia di capitano della Germania). Bastian Schweinsteiger, il suo successore come capitano, ritiratosi dalla nazionale nel 2016, collezionò 18 partite in questa veste, la maggior parte delle quali prima della sua nomina a capitano stabile. Il successivo capitano fu Manuel Neuer, che spesso aveva sostituito in questo ruolo Schweinsteiger e ha superato quota 50 presenze da capitano. Julian Draxler fu il capitano della Mannschaft durante la Confederations Cup 2017, avendo l'allenatore Löw deciso di fare a meno, per la competizione, della maggior parte dei calciatori stabilmente impiegati in nazionale. Draxler ebbe i gradi di capitano della nazionale tedesca per la prima volta contro la Polonia il 13 maggio 2014, divenendo, all'età di 20 anni e 235 giorni, il più giovane capitano nella storia della Nationalmannschaft, battendo così Christian Schmidt.
| Calciatore             | Ruolo | Periodo in nazionale | Periodo da capitano | Presenze | Reti |
| ---------------------- | ----- | -------------------- | ------------------- | -------- | ---- |
| Arthur Hiller          | A     | 1908-1909            | 1908                | 4        | 0    |
| Eugen Kipp             | A     | 1908-1913            | 1908                | 18       | 10   |
| Josef Glaser           | C     | 1909-1912            | 1909-1910           | 5        | 0    |
| Camillo Ugi            | C     | 1909-1912            | 1910-1911           | 15       | 1    |
| Max Breunig            | C     | 1910-1913            | 1910-1913           | 9        | 2    |
| Helmut Röpnack         | C     | 1909-1913            | 1913                | 10       | 0    |
| Adolf Jäger            | A     | 1908-1924            | 1914-1924           | 18       | 10   |
| Otto Harder            | A     | 1914-1926            | 1925-1926           | 15       | 14   |
| Hans Kalb              | C     | 1920-1928            | 1927-1928           | 15       | 2    |
| Heinrich Stuhlfauth    | P     | 1920-1930            | 1920-1930           | 21       | 0    |
| Ludwig Hofmann         | A     | 1926-1931            | 1930                | 18       | 4    |
| Richard Hofmann        | A     | 1927-1933            | 1930-1931           | 25       | 24   |
| Heinrich Weber         | D     | 1928-1931            | 1931                | 12       | 0    |
| Ludwig Leinberger      | C     | 1927-1933            | 1931-1933           | 24       | 0    |
| Ernst Albrecht         | A     | 1928-1934            | 1933-1934           | 17       | 4    |
| Fritz Szepan           | A     | 1929-1939            | 1934-1939           | 34       | 8    |
| Paul Janes             | D     | 1932-1942            | 1939-1942           | 71       | 7    |
| Andreas Kupfer         | C     | 1935-1950            | 1950                | 44       | 1    |
| Fritz Walter           | A     | 1940-1958            | 1951-1956           | 61       | 33   |
| Hans Schäfer           | A     | 1952-1962            | 1957-1958 e 1962    | 39       | 15   |
| Helmut Rahn            | A     | 1951-1960            | 1958-1959           | 40       | 21   |
| Herbert Erhardt        | D     | 1953-1961            | 1959-1962           | 50       | 0    |
| Uwe Seeler             | A     | 1954-1970            | 1962-1970           | 72       | 44   |
| Wolfgang Overath       | C     | 1963-1974            | 1970-1971           | 81       | 17   |
| Franz Beckenbauer      | D     | 1965-1977            | 1972-1977           | 103      | 14   |
| Berti Vogts            | D     | 1967-1978            | 1977-1978           | 96       | 1    |
| Sepp Maier             | P     | 1966-1979            | 1978-1979           | 95       | 0    |
| Bernard Dietz          | D     | 1974-1981            | 1979-1981           | 53       | 0    |
| Karl-Heinz Rummenigge  | A     | 1975-1986            | 1981-1986           | 95       | 45   |
| Harald Schumacher      | P     | 1978-1986            | 1986                | 76       | 0    |
| Klaus Allofs           | C     | 1978-1988            | 1986-1988           | 56       | 17   |
| Lothar Matthäus        | D/C   | 1980-2000            | 1988-1994           | 150      | 23   |
| Jürgen Klinsmann       | A     | 1987-1998            | 1995-1998           | 136      | 56   |
| Oliver Bierhoff        | A     | 1996-2002            | 1998-2001           | 70       | 37   |
| Oliver Kahn            | P     | 1994-2006            | 2001-2004           | 86       | 0    |
| Michael Ballack        | C     | 1998-2010            | 2004-2010           | 98       | 42   |
| Philipp Lahm           | D     | 2004-2014            | 2010-2014           | 113      | 5    |
| Bastian Schweinsteiger | C     | 2004-2016            | 2014-2016           | 121      | 24   |
| Manuel Neuer           | P     | 2010-2024            | 2016-2024           | 120      | 0    |
| İlkay Gündoğan         | C     | 2011-                | 2023-               | 82       | 19   |

## Commissari tecnici
Dal debutto nel 1908, la nazionale tedesca ha avuto dodici selezionatori, tutti di nazionalità tedesca, di cui solo cinque non hanno vestito la maglia della Nationalmannschaft: Otto Nerz, Erich Ribbeck, Joachim Löw, Hans-Dieter Flick e Julian Nagelsmann.
Dal 1908 al 1926 non vi era un vero e proprio commissario tecnico (Bundestrainer), dato che i calciatori della nazionale venivano selezionati da un comitato della DFB, la federcalcio nazionale. Nel 1926 fu nominato il primo commissario tecnico, Otto Nerz, che condusse la squadra al terzo posto al campionato del mondo 1934 e ai quarti di finale del torneo calcistico dei Giochi olimpici del 1936, tenutisi a Berlino. Nerz fu poi sostituito dal proprio vice, Sepp Herberger, timoniere della spedizione tedesca vittoriosa al campionato del mondo 1954 e poi fermatasi alle semifinali al campionato del mondo 1958 e ai quarti di finale al campionato del mondo 1962. Berger, alla guida della Mannschaft per quasi vent'anni ad eccezione del periodo 1942-1950, in cui l'attività calcistica fu limitata dalla seconda guerra mondiale, è il selezionatore rimasto in carica più a lungo nella storia della nazionale tedesca. Nel 1964, dopo un'amichevole contro la Finlandia, si dimise per lasciare il posto al suo vice, Helmut Schön, già selezionatore della nazionale della Saar dal 1952 al 1957. Schön ottenne il secondo posto al campionato del mondo 1966 e trionfò al campionato d'Europa 1972 e al campionato del mondo 1974 disputato in casa, oltre a ottenere il secondo posto al campionato d'Europa 1976 e il terzo posto al campionato del mondo 1970, grazie anche a una squadra molto forte, che aveva in Uli Hoeneß, Franz Beckenbauer e Gerd Müller i propri punti di forza. Eliminato al secondo turno al campionato del mondo 1978, Schön si dimise con un bilancio lusinghiero: record di partite (25) e di vittorie (16) da commissario tecnico della Mannschaft in Coppa del mondo. Nel primo periodo alla guida della compagine tedesca, Derwall registrò, inoltre, un primo record, quello del maggior numero di partite giocate senza una sconfitta (23), oltre al record del maggior numero di vittorie consecutive (12).

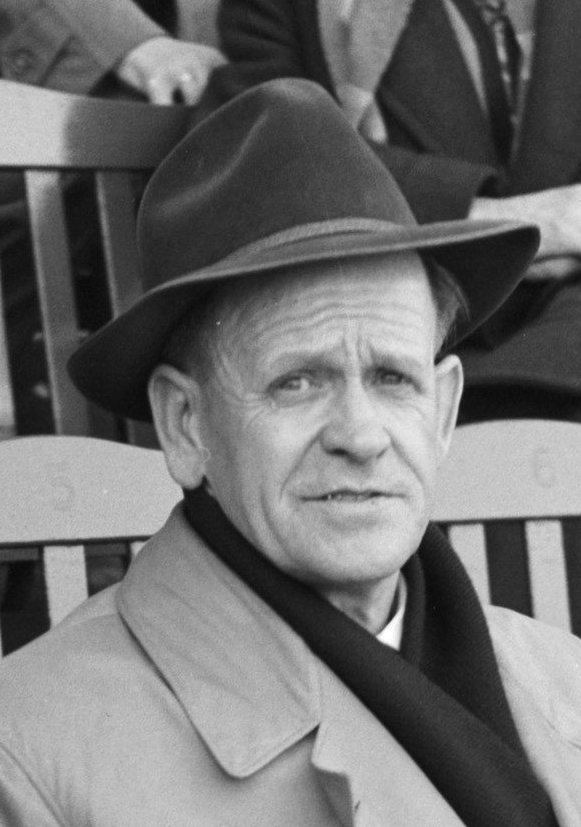
Sepp Herberger, Bundestrainer della nazionale del Reich dal 1936 al 1942 e poi della Germania federale dal 1950 al 1964, è il tecnico più longevo sulla panchina tedesca.

Jupp Derwall, vice di Schön, prese la guida della nazionale nel 1978 e la condusse alla vittoria del campionato d'Europa 1980 e al secondo posto al campionato del mondo 1982, per poi essere esonerato dopo la fallimentare esperienza al campionato d'Europa 1984, chiusa al primo turno. Per sostituirlo la federazione nominò una bandiera del calcio tedesco, Franz Beckenbauer che all'epoca esordiva nelle vesti di allenatore. Kaiser Franz conseguì il secondo posto al campionato del mondo 1986 e si fermò in semifinale al campionato d'Europa 1988, per poi vincere il campionato del mondo 1990: vincendo il mondiale sia da allenatore sia da calciatore, eguagliò il brasiliano Mário Zagallo. Il successivo commissario tecnico fu Berti Vogts, che era stato assistente di Beckenbauer insieme a Holger Osieck. Vogts, primo selezionatore della nazionale tedesca dopo la riunificazione del paese, ottenne la seconda piazza al campionato d'Europa 1992, non andò oltre i quarti di finale del campionato del mondo 1994 e vinse il campionato d'Europa 1996, per poi dimettersi qualche mese dopo la fallimentare spedizione al campionato del mondo 1998, dove la Germania uscì malamente ai quarti di finale. La panchina della Mannschaft fu assegnata a Paul Breitner, ma a causa di divergenze sorte con il presidente federale Egidius Braun e ai malumori di alcuni dirigenti federali circa la sua designazione, l'ipotesi sfumò nel giro di 17 ore. Il ruolo di commissario tecnico fu affidato a Erich Ribbeck, già vice di Jupp Derwall dal 1978 al 1984: all'età di 61 anni, egli divenne il più vecchio selezionatore della nazionale tedesca. Alla Confederations Cup 1999 la Germania, piena di seconde linee, uscì al primo turno e ugualmente fallimentare fu l'esperienza al campionato d'Europa 2000, terminata già dopo la fase a gruppi. Dopo le dimissioni di Ribbeck, nel giugno 2000, fu la volta di Rudi Völler, che rimpiazzò il successore designato, Christoph Daum, coinvolto in uno scandalo di cocaina. Ottennuta la qualificazione al campionato del mondo 2002 tramite gli spareggi, Völler condusse i suoi al secondo posto nel torneo e subì una brutta eliminazione al primo turno del campionato d'Europa 2004, che causò le dimissioni dell'ex calciatore.
Nel 2004 la federazione decise di ingaggiare l'esordiente Jürgen Klinsmann, capitano della nazionale tedesca campione del mondo nel 1990 e già vice di Völler. Proponendo un calcio propositivo e lanciando alcuni giovani, egli ottenne il terzo posto alla Confederations Cup 2005 giocata in casa e il terzo posto al campionato del mondo 2006 giocato in casa. Dopo le dimissioni di Klinsmann, la sua eredità fu raccolta dal vice Joachim Löw, che guadagnò il secondo posto al campionato d'Europa 2008 e il terzo posto al campionato del mondo 2010, per poi uscire dal campionato d'Europa 2012 in semifinale e vincere il campionato del mondo 2014. La gestione di Löw proseguì negli anni a venire, passando per l'eliminazione in semifinale al campionato d'Europa 2016, la vittoria della Confederations Cup 2017 e l'estromissione al primo turno del campionato del mondo 2018, evento che in un mondiale si era verificato per i tedeschi solo nel 1938, quando la competizione si svolgeva interamente con turni ad eliminazione diretta. Dopo aver deluso nella UEFA Nations League 2018-2019 e nella UEFA Nations League 2020-2021, la squadra fu eliminata agli ottavi di finale del campionato d'Europa 2020, perdendo per 2-0 contro l'Inghilterra padrona di casa. Questa partita chiuse la lunga era Löw e aprì quella di Hans-Dieter Flick, che non rispettò le attese nella UEFA Nations League 2022-2023 e uscì al primo turno del campionato del mondo 2022, venendo perciò rimpiazzato nel 2023 da Julian Nagelsmann.
Dati aggiornati al 4 giugno 2025.
| Nome              | Periodo   | Partite | Vittorie | Pareggi | Sconfitte | Reti fatte | Reti subite | Differenza reti |
| ----------------- | --------- | ------- | -------- | ------- | --------- | ---------- | ----------- | --------------- |
| Comitato DFB      | 1908-1926 | 58      | 16       | 12      | 30        | 119        | 146         | −27             |
| Otto Nerz         | 1926-1936 | 70      | 42       | 10      | 18        | 192        | 113         | +79             |
| Sepp Herberger    | 1936-1964 | 167     | 94       | 27      | 46        | 435        | 250         | +185            |
| Helmut Schön      | 1964-1978 | 139     | 87       | 31      | 21        | 292        | 107         | +185            |
| Jupp Derwall      | 1978-1984 | 67      | 44       | 12      | 11        | 144        | 60          | +84             |
| Franz Beckenbauer | 1984-1990 | 66      | 34       | 20      | 12        | 107        | 61          | +46             |
| Berti Vogts       | 1990-1998 | 102     | 66       | 24      | 12        | 206        | 86          | +120            |
| Erich Ribbeck     | 1998-2000 | 24      | 10       | 6       | 8         | 42         | 31          | +11             |
| Rudi Völler       | 2000-2004 | 53      | 29       | 11      | 13        | 109        | 57          | +52             |
| Jürgen Klinsmann  | 2004-2006 | 34      | 20       | 8       | 6         | 81         | 43          | +38             |
| Joachim Löw       | 2006-2021 | 189     | 120      | 38      | 31        | 448        | 189         | +259            |
| Hans-Dieter Flick | 2021-2023 | 25      | 12       | 7       | 6         | 60         | 30          | +30             |
| Julian Nagelsmann | 2023-     | 22      | 12       | 6       | 4         | 48         | 24          | +24             |

## Confronti con altre nazionali
Tra gli avversari nazionali contro cui sono stati disputati almeno 10 incontri, la Germania presenta i seguenti saldi.

### Saldo positivo
| Nazionale        | Giocate | Vinte | Pareggiate | Perse | Reti fatte | Reti subite | Differenza | Ultima vittoria  | Ultimo pari       | Ultima sconfitta  |
| ---------------- | ------- | ----- | ---------- | ----- | ---------- | ----------- | ---------- | ---------------- | ----------------- | ----------------- |
| Svizzera         | 54      | 36    | 9          | 9     | 143        | 70          | +73        | 26 marzo 2008    | 23 giugno 2024    | 26 maggio 2012    |
| Paesi Bassi      | 48      | 18    | 18         | 12    | 90         | 79          | +11        | 14 ottobre 2024  | 10 settembre 2024 | 6 settembre 2019  |
| Austria          | 41      | 25    | 6          | 10    | 90         | 59          | +31        | 6 settembre 2013 | 18 novembre 1992  | 21 novembre 2023  |
| Ungheria         | 40      | 15    | 13         | 12    | 82         | 69          | +13        | 7 settembre 2024 | 19 novembre 2024  | 23 settembre 2022 |
| Svezia           | 37      | 16    | 9          | 12    | 72         | 61          | +11        | 23 giugno 2018   | 16 ottobre 2012   | 19 aprile 1978    |
| Danimarca        | 29      | 16    | 5          | 8     | 57         | 38          | +19        | 29 giugno 2024   | 2 giugno 2021     | 28 marzo 2007     |
| Belgio           | 26      | 20    | 1          | 5     | 60         | 29          | +31        | 11 ottobre 2011  | 22 settembre 1982 | 28 marzo 2023     |
| Jugoslavia       | 25      | 14    | 4          | 7     | 46         | 31          | +15        | 10 giugno 1990   | 21 giugno 1998    | 9 maggio 1973     |
| Finlandia        | 23      | 16    | 6          | 1     | 82         | 19          | +63        | 31 agosto 2016   | 14 ottobre 2009   | 12 agosto 1923    |
| Norvegia         | 22      | 15    | 5          | 2     | 59         | 17          | +42        | 4 settembre 2017 | 2 novembre 1930   | 11 febbraio 2009  |
| Polonia          | 22      | 13    | 7          | 2     | 34         | 13          | +21        | 4 settembre 2015 | 16 giugno 2016    | 16 giugno 2023    |
| Bulgaria         | 21      | 16    | 2          | 3     | 56         | 24          | +32        | 15 novembre 1995 | 20 agosto 2002    | 7 giugno 1995     |
| Irlanda          | 20      | 9     | 5          | 6     | 35         | 24          | +11        | 11 ottobre 2013  | 14 ottobre 2014   | 8 ottobre 2015    |
| Turchia          | 20      | 14    | 3          | 4     | 49         | 13          | +36        | 7 ottobre 2011   | 9 ottobre 1999    | 18 novembre 2023  |
| Portogallo       | 20      | 11    | 5          | 4     | 34         | 20          | +14        | 19 giugno 2021   | 6 settembre 1997  | 4 giugno 2025     |
| Irlanda del Nord | 19      | 13    | 4          | 2     | 46         | 15          | +31        | 19 novembre 2019 | 9 novembre 1996   | 16 novembre 1983  |
| Scozia           | 18      | 9     | 5          | 4     | 31         | 24          | +7         | 14 giugno 2024   | 7 giugno 2003     | 28 aprile 1999    |
| Cecoslovacchia   | 17      | 10    | 4          | 3     | 40         | 28          | +12        | 1º luglio 1990   | 22 aprile 1992    | 29 aprile 1964    |
| Galles           | 17      | 9     | 6          | 2     | 26         | 10          | +16        | 1º aprile 2009   | 21 novembre 2007  | 14 maggio 2002    |
| Albania          | 14      | 13    | 1          | 0     | 38         | 10          | +28        | 6 giugno 2001    | 17 dicembre 1967  | -                 |
| Lussemburgo      | 13      | 12    | 0          | 1     | 60         | 11          | +49        | 27 maggio 2006   | -                 | 26 marzo 1939     |
| Romania          | 15      | 10    | 3          | 2     | 41         | 19          | +21        | 8 ottobre 2021   | 12 giugno 2000    | 28 aprile 2004    |
| Messico          | 13      | 5     | 6          | 2     | 26         | 13          | +13        | 29 giugno 2017   | 18 ottobre 2023   | 17 giugno 2018    |
| Unione Sovietica | 12      | 9     | 0          | 3     | 22         | 11          | +11        | 27 marzo 1991    | -                 | 28 agosto 1985    |
| Slovacchia       | 11      | 8     | 0          | 3     | 25         | 12          | +13        | 26 giugno 2016   | -                 | 29 maggio 2016    |
| Stati Uniti      | 12      | 8     | 0          | 4     | 26         | 18          | +8         | 14 ottobre 2023  | -                 | 10 giugno 2015    |
| Uruguay          | 11      | 8     | 2          | 1     | 29         | 12          | +17        | 29 maggio 2011   | 25 aprile 1990    | 3 giugno 1928     |
| Ucraina          | 10      | 5     | 5          | 0     | 20         | 10          | +10        | 14 novembre 2020 | 3 giugno 2024     | -                 |
| Grecia           | 10      | 7     | 3          | 0     | 23         | 10          | +13        | 7 giugno 2024    | 17 giugno 1980    | -                 |

NB: come da regolamento FIFA, le gare terminate ai rigori si considerano pareggiate.
NB: Per Unione Sovietica s'intende la nazionale che giocò dal 1924 al 1991, per Cecoslovacchia s'intende la nazionale che giocò dal 1920 al 1993, in cui militavano sia i cechi che gli slovacchi, e per Jugoslavia s'intende la nazionale che giocò dal 1920 al 1992, in cui militavano croati, bosniaci, macedoni, serbi, sloveni e montenegrini.

### Saldo neutro
| Nazionale | Giocate | Vinte | Pareggiate | Perse | Reti fatte | Reti subite | Differenza | Ultima vittoria  | Ultimo pari      | Ultima sconfitta |
| --------- | ------- | ----- | ---------- | ----- | ---------- | ----------- | ---------- | ---------------- | ---------------- | ---------------- |
| Spagna    | 27      | 9     | 9          | 9     | 32         | 34          | -2         | 18 novembre 2014 | 27 novembre 2022 | 5 luglio 2024    |

### Saldo negativo
| Nazionale   | Giocate | Vinte | Pareggiate | Perse | Reti fatte | Reti subite | Differenza | Ultima vittoria | Ultimo pari       | Ultima sconfitta |
| ----------- | ------- | ----- | ---------- | ----- | ---------- | ----------- | ---------- | --------------- | ----------------- | ---------------- |
| Inghilterra | 39      | 12    | 9          | 17    | 49         | 76          | -27        | 22 marzo 2017   | 26 settembre 2022 | 29 giugno 2021   |
| Italia      | 39      | 10    | 14         | 15    | 52         | 57          | -5         | 20 marzo 2025   | 23 marzo 2025     | 28 giugno 2012   |
| Francia     | 35      | 11    | 8          | 16    | 50         | 53          | -3         | 23 marzo 2024   | 6 settembre 2018  | 8 giugno 2025    |
| Brasile     | 23      | 5     | 5          | 13    | 31         | 41          | -10        | 8 luglio 2014   | 8 settembre 2004  | 27 marzo 2018    |
| Argentina   | 23      | 7     | 6          | 10    | 32         | 34          | -2         | 13 luglio 2014  | 9 ottobre 2019    | 3 settembre 2014 |

NB: come da regolamento FIFA le gare terminate ai rigori contro Cecoslovacchia (20 giugno 1976, persa), Francia (8 luglio 1982, vinta), Messico (21 giugno 1986, vinta), Svezia (31 marzo 1988, persa), Inghilterra (4 luglio 1990 e 26 giugno 1996, vinte), Argentina (30 giugno 2006, vinta) e Italia (2 luglio 2016, vinta) sono considerate partite pareggiate.